# Osama bin Laden

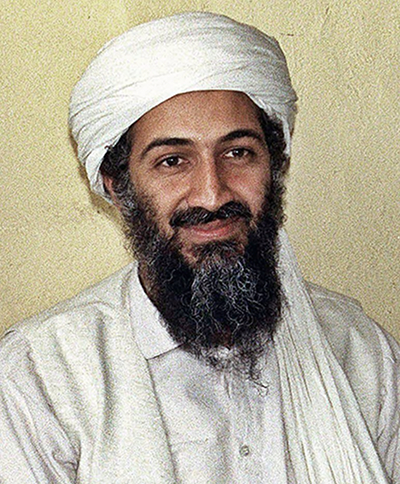
Osama bin Laden (ca. 1997)

Usāma ibn Muhammad ibn Awad ibn Lādin, allgemein bekannt als Osama bin Laden oder Usama bin Laden (arabisch أسامة بن محمد بن عوض بن لادن, DMG Usāma b. Muḥammad b. ʿAwaḍ b. Lādin; geboren vermutlich zwischen März 1957 und Februar 1958 in Riad, Saudi-Arabien; gestorben am 2. Mai 2011 in Abbottabad, Pakistan), war ein saudi-arabischer, seit 1994 staatenloser Terrorist. Er war der Gründer und Anführer der Gruppe al-Qaida und plante unter anderem die von ihr ausgeführten Terroranschläge vom 11. September 2001.
Bin Laden stammte aus einer wohlhabenden saudischen Unternehmerfamilie und unterstützte in den 1980er Jahren den Kampf der Mudschaheddin im Sowjetisch-Afghanischen Krieg mit Geld, Waffen, Ausbildungslagern und Bauprojekten.
Im Februar 1998 erklärte er in einer Fatwa das Töten von Zivilisten und Soldaten der Vereinigten Staaten und deren Verbündeten überall zur Pflicht jedes Muslims. Er wurde zur Identifikations- und Symbolfigur verschiedener islamistischer Terrorgruppen, die ihre Gewalttaten gegen die westliche Welt als Dschihad zur Selbstverteidigung des Islam rechtfertigen.
Seit den Terroranschlägen auf die Botschaften der Vereinigten Staaten in Daressalam und Nairobi 1998 gehörte er zu den meistgesuchten Zielpersonen des FBI und diese fahndeten verstärkt, aber bis 2010 erfolglos, nach ihm. In der Nacht zum 2. Mai 2011 erschossen US-Soldaten in der Operation Neptune Spear Bin Laden bei der von US-Präsident Barack Obama befohlenen Erstürmung seines Anwesens in Pakistan.

## Werdegang (1957/58–1979)

### Familiäre Herkunft
Die bin Ladens stammen ursprünglich aus der Region Hadramaut im Osten des Jemens. Osama bin Ladens Vater Muhammad migrierte im Jahr 1925 auf der Suche nach Arbeit nach Dschidda, einer am Roten Meer gelegenen Hafenstadt in Saudi-Arabien. Im Jahr 1926 eroberten die Al Sauds die Hedschas-Region, zu der Dschidda und die heiligen Stätten des Islams Mekka und Medina gehören, und proklamierten 1932 das Königreich Saudi-Arabien. Im folgenden Jahr läutete die Unterzeichnung eines Vertrags über Erdölförderung mit der US-amerikanischen Gesellschaft Standard Oil of California den Öl-Boom auf der arabischen Halbinsel ein. Muhammad bin Laden gründete 1935 sein eigenes Bauunternehmen (später die Saudi Binladin Group) und führte schon bald für König Abd al-Aziz ibn Saud prestigeträchtigen Aufträge in Riad wie den Bau des ersten Palasts aus Stein und eine Reihe von Bauvorhaben im Murabba-Bezirk durch. Weitere Projekte wie der Bau des königlichen Palasts in Dschidda und der anspruchsvolle Bau der wichtigen Verbindungsstraße zwischen Dschidda und Medina folgten und im Jahr 1955 wurde bin Laden zum Minister ernannt. Der jährliche Umsatz seines Unternehmens war inzwischen auf 200 Millionen US-Dollar angestiegen und er war zu einem wohlhabenden Mann geworden.
Etwa im Jahr 1943 heiratete Muhammad mit Ende 30 erstmals. Bis 1953 schloss er mindestens acht weitere Ehen und wurde Vater von fünfzehn Söhnen und neun Töchtern. Während einer Geschäftsreise 1956 in Syrien lernte er Osamas Mutter Alia Ghanem (* 1943) kennen. Sie wuchs in einem Dorf nahe Latakia in einer alawitischen Familie auf und war bei ihrem Kennenlernen etwa vierzehn Jahre alt. Nach der Hochzeit zog sie nach Saudi-Arabien um, wo ihr einziges gemeinsames Kind Osama in Riad zur Welt kam. Osama war das einzige Kind von Alia Ghanem und eines von fünfundfünfzig Kindern seines Vaters, den er nur fünfmal getroffen hatte.
Osama bin Ladens genaues Geburtsdatum ist unbekannt. Er selbst nannte in einem Interview im Jahr 1991 den Monat Radschab des islamischen Jahres 1377, was abhängig vom konkreten Monat 1957 oder 1958 sein könnte. In einem weiteren Interview auf Al Jazeera von 1998, das ein Jahr später ausgestrahlt wurde, nannte er angeblich den 10. März 1957 als sein Geburtsdatum, dies tauchte jedoch in der Mitschrift nicht auf. Saudische Männer seines Alters kannten in der Regel ihr genaues Geburtsdatum nicht, weil Geburtstage nicht gefeiert wurden. Die Behörden ordneten vielen Männern in Pässen und anderen offiziellen Dokumenten willkürlich dasselbe Geburtsdatum zu. Bin Ladens erste Frau Najwa nannte den 15. Februar 1957 als Geburtsdatum.
Der Vorname „Osama“ umschreibt auf Arabisch poetisch den „Löwen“ und erinnert an einen der Weggefährten des Propheten Mohammed. Bin Laden könnte als einziger Sohn der vierten legalen Frau seines Vaters den Rufnamen „Sohn der Sklavin“ erhalten haben. Minderwertigkeitsgefühle werden daher als ein möglicher Antrieb zum Terrorismus vermutet.

### Jugend
Seine früheste Kindheit verbrachte Bin Laden zeitweise dort, wo sein Vater in Saudi-Arabien Bauaufträge ausführte. Ab dem sechsten Lebensmonat wohnte er stets in der heimatlichen Region Hedschas, und zwar abwechselnd in Mekka, Medina und Dschidda. Seine frühe Ortsnähe zu heiligsten Stätten hat Bin Laden in Interviews wiederholt betont. Als Junge hielt er sich meist im Haus seiner Familie im Vorort al-Amarija von Dschidda auf. Den Vater, der sich häufig auf Geschäftsreisen befand, sah er nur selten und konnte – auch wegen der vielen Geschwister – keine persönliche Beziehung zu ihm aufbauen.
Als Bin Laden vier oder fünf Jahre alt war, ließ sich sein Vater von Alia scheiden und arrangierte für sie eine neue Ehe mit dem Firmenangestellten Muhammad al-Attas. Osama begleitete seine Mutter in deren neues Domizil nahe dem väterlichen Familiensitz. Im neuen Haushalt kümmerte er sich um die Erziehung der vier jüngeren Halbgeschwister – drei Jungen, ein Mädchen. Zu seiner Mutter hatte er ein inniges Verhältnis, das zum Stiefvater war wegen dessen Tätigkeit für den leiblichen Vater aber kompliziert. Sein Jugendfreund Chaled Batarfi beschrieb Osama als „ruhig, scheu, fast mädchenhaft“. Er galt ferner als durchweg friedfertig und selten jähzornig. Ehemalige Schulfreunde erinnern sich an seine Ernsthaftigkeit und Ehrlichkeit.
Muhammad bin Laden starb am 3. September 1967 bei einem Flugzeugabsturz. Da Osama und seine Brüder noch nicht volljährig waren, konnten sie das väterliche Erbe nicht antreten. Daraufhin ernannte König Faisal drei Treuhänder, die das Familienvermögen für einige Jahre verwalten und sich um eine standesgemäße Ausbildung der Söhne kümmern sollten. Bin Laden besuchte ab 1968 die staatliche, westlich orientierte al-Thagr-Schule im Zentrum Dschiddas. Wie alle ihrer Schüler trug er eine Schuluniform nach angelsächsischem Vorbild und wurde unter anderem von britischen und irischen Englischlehrern unterrichtet. Einer seiner Lehrer für Naturwissenschaften bezeichnete ihn als „durchschnittlichen“, der irische Gastlehrer Seamus O’Brien als „guten“ Schüler. Während seine Halbbrüder Schulen in England und im Libanon besuchten, soll er nur in Saudi-Arabien ausgebildet worden sein.
Bin Laden verbrachte seine Ferien standesgemäß beim Bergsteigen in der Türkei oder mit Freunden auf Safari in Kenia. Schon früh besaß er mehrere Limousinen und Pferde. Er war für die risikoreiche Art bekannt, mit der er die Wüste mit Geländewagen und zu Pferd durchquerte. Er war häuslich und hielt familiäre Beziehungen aufrecht. Nach eigener Erinnerung half er schon in früher Jugend auf Straßenbaustellen des Familienunternehmens mit.
Als die Bin-Laden-Gesellschaft einen großen Bauauftrag übernehmen sollte, wollte er die Schule verlassen, um sich im Familienunternehmen zu bewähren. Erst der Widerspruch seiner Mutter, so Bin Ladens Erinnerung 1991, habe ihn bewogen, die Ausbildung zu beenden.

### Entdeckung von Religion und Politik
Bin Laden wuchs in der Tradition der Wahhabiten bzw. Salafisten auf, einer hanbalitischen Richtung des sunnitischen Islam. Obwohl in seiner frühen Jugend kein starkes Interesse für Religion und Politik bezeugt ist, lernte er schon früh Personen religiöser Prägung kennen. Während des Dhu l-hiddscha bot sein Vater regelmäßig zahlreichen Mekkapilgern eine Bleibe, darunter hohen Geistlichen und Anführern islamischer Bewegungen. Der Vater war an theologischen Fragen interessiert und regte seine Gäste häufig zu entsprechenden Debatten an.
Osamas Verhältnis zur Religion könnte sich an der al-Thagr-Schule unter dem Einfluss eines als charismatisch beschriebenen syrischen Sportlehrers entwickelt haben. Er nahm an Treffen eines Studienzirkels teil, den der Lehrer ins Leben rief, um Koranpassagen und Hadithe mit Interessierten zu diskutieren und zu verinnerlichen. An Prinzipientreue appellierend, schilderte der Lehrer unter anderem Gleichnisse, um fundamentalistisch motivierte Gewalt zu legitimieren. Der Lehrer gehörte mutmaßlich zu den Muslimbrüdern, denen sich Bin Laden noch während seiner Schulzeit anschloss.
Die syrischen und ägyptischen Ableger dieser Gruppe strebten in den 1970er Jahren einen revolutionären und antiimperialistischen Gesinnungswandel der muslimischen Welt an. Demgegenüber strebten die Muslimbrüder in Saudi-Arabien nicht nach politischem Umsturz, da die sozialkonservativen Ulema des saudischen Wahhabismus die Herrschaft des Königshauses Saud stützen.
Bin Laden wandte sich ab dem 14. Lebensjahr der Religion zu und übte strikte Selbstkasteiung. Dies forderte er ebenso Mitgliedern des al-Attas-Haushaltes ab, insbesondere seinen Halbgeschwistern. Zu den fünf täglichen Gebetszeiten legte er eine weitere um 1:00 Uhr nachts ein, fastete wie Mohammed an zwei Tagen der Woche, trug fortan kaum westliche Kleidung mehr und kehrte sich von Musik wie Fernsehen ab. Bin Laden äußerte jetzt Besorgnis über den Zustand der arabischen und muslimischen Welt, besonders über die Lage der Palästinenser. Er sah den Grund politischer Malaise in allgemeiner Vernachlässigung von Religion. Er klagte, die Muslime seien gottesfern und jugendliche Muslime bloß damit beschäftigt, sich Weltlichem hinzugeben.
Auch seine Brüder galten als sehr fromm. Bin Ladens gleichwohl striktere Religiosität wurde in der Familie eher bewundert als kritisiert. Doch beobachtete Mutter Alia Ghanem die spätere Radikalisierung ihres Sohnes mit Sorge.

### Studium
1976 immatrikulierte sich Bin Laden für Betriebswirtschaft und Bauingenieurwesen an der König-Abdul-Aziz-Universität zu Dschidda. Allerdings widmete er religiösen Aktivitäten mehr Aufmerksamkeit als seinem Studium. Er gründete eine religiöse Wohlfahrtsorganisation, in deren Rahmen er mit anderen Studenten den Koran und die Lehre vom Dschihad interpretierte.
Eine Reihe von Professoren der König-Abdul-Aziz-Universität waren Anhänger der Muslimbruderschaft. Mit dem Ziel, auf Basis des Korans politische und religiöse Ordnung in Einklang zu bringen, traten sie für die Umgestaltung muslimischer Gesellschaften ein. Der Flügel radikaler Muslimbrüder propagierte dabei einen gewaltsamen politischen Kampf, der sich gegen moderate Muslime richtete.
Einige Quellen geben an, dass Bin Laden sich erst in dieser Zeit radikaleren politischen Lehren zuwandte. Diese beruhten vor allem auf Werken des Ägypters Sayyid Qutb, dessen Bücher Zeichen auf dem Weg und Im Schatten des Korans nach seiner Hinrichtung 1966 in der arabischen Welt massenhaft verbreitet wurden. Hierzu hielt Mohammad Qutb, der sich als Bannerträger der Lehren seines 1966 hingerichteten Bruders verstand, regelmäßige Vorträge an Bin Ladens Universität, die dieser anhörte. Doch zögerte er nach Erinnerung seines Freundes Dschamal Chalifa, bevor er jenen Lehren zustimmte. Die revolutionäre Rhetorik radikaler Muslimbrüder war für Studenten attraktiv, weil sie sich von der konservativen Haltung saudischer Theologen unterschied.
Bin Laden suchte während seines Studiums ein Betätigungsfeld im Unternehmen des Vaters. Auf Drängen gaben ihm seine Brüder eine Teilzeitanstellung. Er überwachte den Bau von Straßen, Hotels und Pilgerunterkünften in Mekka. Dort legte er selbst Hand an und bediente schweres Arbeitsgerät. Obwohl er in Interviews späterer Jahre betonte, er habe seinerzeit Nebenverdienst und Studium vereinbaren können, hielt er den Belastungen nicht stand. 1979, ein Jahr vor dem Abschluss, verließ er die Universität. Nach widersprüchlichen Berichten soll er dennoch 1979 oder 1981 einen Universitätsabschluss im Bauingenieurswesen oder im öffentlichen Verwaltungswesen erlangt haben.

### Frühe Auslandsaufenthalte
Im Sommer 1971 verbrachte er im Alter von 14 Jahren mit zwei seiner Halbbrüder einen Auslandsaufenthalt in Oxford. Im Gegensatz zu seinen Halbbrüdern zeigte er kein Interesesse am „Swinging London“. Vier Jahrzehnte später erklärte er im Kreis seiner Familie in Abbottabad, dass er, als er im nächsten Jahr gefragt wurde, diese Erfahrung zu wiederholen, mit der Begründung abgelehnt habe, dass „ein frommer Muslim nicht in die Länder des Westens gehen sollte“. Er habe den Eindruck gehabt, dass es sich um Menschen mit „lockeren Sitten“ handelte. Er sagte, er sei zwar beeindruckt gewesen, als er Shakespeares Haus in Stratford-upon-Avon besuchte, aber im Allgemeinen seien die Briten „moralisch degeneriert“. Im selben Jahr reisten einige der bin Laden-Geschwister zusammen nach Falun in Schweden. Während des Aufenthalts wurde ein Foto von 21 der Geschwister vor einem Cadillac aufgenommen und es gab einige Debatten, ob Osama mit auf dem Foto abgebildet ist. Familienmitglieder erklärten jedoch, dass Osama bei dieser Reise nicht dabei gewesen sei.
2009 schrieb Bin Ladens erste Ehefrau Najwa in ihren Memoiren, er und sie hätten mit mehreren Söhnen 1979 den Staat Indiana in den USA bereist. Zudem sei Bin Laden damals für eine Woche nach Los Angeles geflogen, um sich dort mit Abdallah Yusuf Azzam und anderen Männern zu treffen. Seine Familie sei in Indiana bei einer Freundin Najwas geblieben. Ob er Azzam tatsächlich dort getroffen hat, ist nicht erwiesen, aber sehr wahrscheinlich.

### Ehen und Kinder

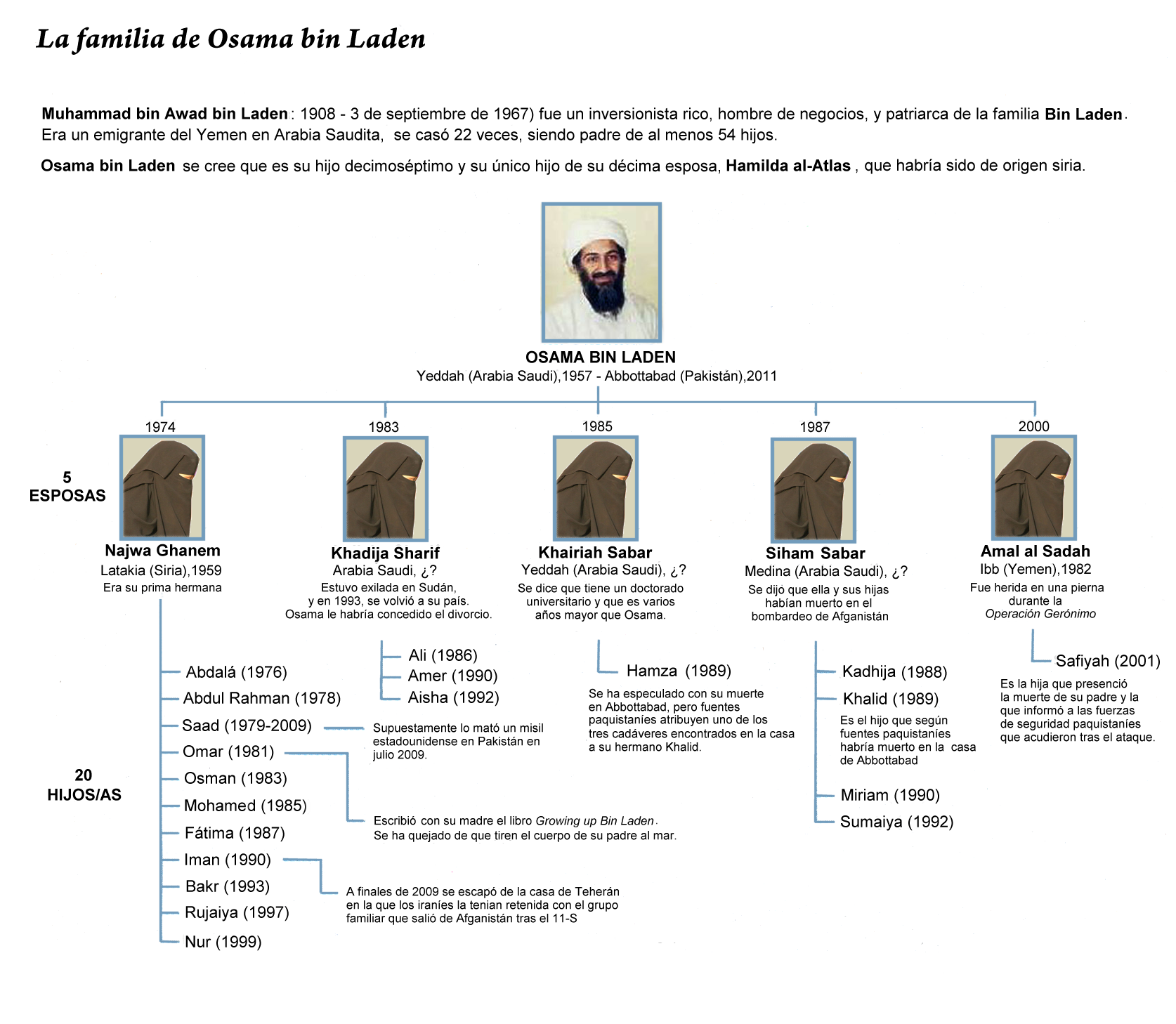
Ehen und Nachkommen Osama bin Ladens

Bin Laden heiratete 1974 seine vierzehnjährige Cousine mütterlicherseits Najwa Ibrahim Ghanem, die er durch jährliche sommerliche Verwandtenbesuche in Syrien kennengelernt hatte und die ihm versprochen worden war. Das junge Paar lebte noch mehrere Jahre im Haushalt seiner Mutter und seines Stiefvaters. Sie hatten elf gemeinsame Kinder. Obwohl säkular aufgewachsen, trug Najwa seit ihrer Hochzeit öffentlich stets den für saudische Frauen üblichen Hidschab. Bin Ladens frühere Schwägerin Carmen bin Laden beschreibt sie als „blutjung, unterwürfig und ständig schwanger“.
Noch während des gemeinsamen Studiums entschlossen sich Bin Laden und sein Freund Dschamal Chalifa, polygam zu leben. Dies galt in Saudi-Arabien mittlerweile als inakzeptabel, weil muslimische Männer dies oft für Kurzehen ausnutzten. Osama und Chalifa traten daher für die Vereinbarkeit von Islam und nicht-missbräuchlich praktizierter Polygamie ein.
1982 heiratete Bin Laden die sieben Jahre ältere Umm Hamsa aus der angesehenen Familie Sabar aus Dschidda. Sie hat einen Universitätsabschluss in Kinderpsychologie und lehrte am Frauenkolleg der Abd-ul-Aziz-Universität. Mit beiden Frauen und den Kindern aus erster Ehe bezog Bin Laden ein Haus in Dschidda. Mit Umm Hamsa hatte er einen weiteren Sohn, Hamza.
Bin Ladens dritte Ehefrau Umm Chaled aus der Familie Scharif in Medina schloss ein Studium der arabischen Sprachwissenschaften ab und dozierte an einem Lehrerkolleg in ihrer Heimatstadt. Neben dem Sohn Khaled haben die beiden drei Töchter. Die vierte Ehefrau, Umm Ali aus der Familie Gilaini in Mekka, hat drei gemeinsame Kinder mit Bin Laden. Auf ihre Bitten hin ließ er sich während seines Sudanaufenthalts 1994 von ihr scheiden. Nach saudischer Tradition blieben die Kinder bei der Mutter und kehrten mit ihr nach Mekka zurück.
2000 heiratete Bin Laden die damals 18-jährige Jeminitin Amal Ahmed al-Sadah in Kandahar. Bei seiner Tötung am 2. Mai 2011 in Abbottabad wurde sie verletzt und festgenommen. Sie und ihre 2001 geborene Tochter befinden sich in pakistanischem Gewahrsam.
Bin Laden hatte mit diesen fünf Ehefrauen 24 Kinder. Er wurde als liebevoller, aber auch als strenger Vater geschildert. Er lehnte es ab, seine Kinder zur Schule zu schicken, und ließ sie durch Hauslehrer unterrichten. Einige der Kinder blieben dadurch in ihrer Bildung hinter Altersgenossen deutlich zurück, zum Teil konnten sie kaum lesen.
Eine Ehefrau und einige Kinder wurden bei einem Grenzübertritt aus Afghanistan Anfang September 2001 festgenommen und seither im Iran festgehalten. Khaled bin Laden forderte die iranische Führung im März 2010 schriftlich auf, sie freizulassen.
Sein Sohn Hamza soll 2018 die Tochter des 9/11-Attentäters Mohammed Atta geheiratet haben. Da dieser angeblich zu Anschlägen gegen die USA aufgerufen habe, um die Tötung seines Vaters durch amerikanische Spezialeinheiten zu rächen, hatten die Vereinigten Staaten ein Kopfgeld von einer Mio. US-Dollar für Hinweise, die zu seiner Ergreifung führen, ausgesetzt. Im September 2019 gab das Weiße Haus bekannt, dass Hamza bin Laden bei einem Einsatz, den die Vereinigten Staaten in Afghanistan oder Pakistan geführt hätten, getötet worden sei. Zum genauen Zeitpunkt seines Todes gab das Weiße Haus keine Erklärung ab.

### Hinwendung zu Waffengewalt
Ab 1979 wandte sich Bin Laden dem Kampf mit Waffengewalt für die Durchsetzung ideologisch-religiöser Ziele in überwiegend muslimischen Ländern zu. Als Gründe dafür werden in der Literatur häufig drei Ereignisse jenes Jahres genannt: die erfolgreiche Islamische Revolution im Iran, die sich auch fundamentalistische Sunniten zum Vorbild nahmen, die Besetzung der Großen Moschee in Mekka ab dem 20. November 1979 und die sowjetische Besetzung Afghanistans, mit der ab dem 25. Dezember 1979 der sowjetisch-afghanische Krieg begann.
Kurz nach der Moscheebesetzung in Mekka wurden die Brüder Osama und Mahrous bin Laden für ein bis zwei Tage festgenommen, weil sie sich verdächtig benommen haben sollen bzw. weil Bauwagen der Bin Laden Company ohne ihr Wissen zum Schmuggeln von Waffen nach Mekka benutzt worden waren. Es gibt keine Hinweise, dass Osama von der terroristischen Aktion im Vorfeld wusste, und er distanzierte sich damals auch von ihr; allerdings fand er in späteren Jahren lobende Worte für sie.

## Afghanistan (1979–1989)

### Unterstützung der „arabischen Afghanen“
Bin Laden gab 1993 in einem Interview an, die sowjetische Besetzung Afghanistans habe ihn derart erzürnt, dass er schon wenige Tage darauf das erste Mal nach Afghanistan gereist sei. Tatsächlich reiste er wohl irgendwann im Laufe des Jahres 1980 erstmals nach Pakistan. Die Reisen habe er allerdings vor seiner Familie verheimlicht. In den Folgejahren will er das Land regelmäßig besucht haben, um Spendengelder persönlich zu überbringen. Nach Darstellung verschiedener Quellen interessierte sich Bin Laden zunächst weniger für Afghanistan als für den Aufstand der Moslembrüder gegen die Herrschaft der alawitischen Baath-Partei in Syrien. Die Revolte hatte 1976 begonnen und wurde erst 1982 blutig niedergeschlagen. Bin Laden soll die syrischen Moslembrüder finanziell unterstützt und sich Afghanistan erst nach deren Niederlage zugewandt haben.
Als die saudische Führung die Gründung regionaler Hilfskomitees für Afghanistan organisierte, wurde Bin Laden auf Familienwunsch Zweigstellenleiter für die Region Hedschas. Abdallah Azzam war bei mehrmaligen Reisen nach Dschidda sein Gast und versuchte bei Vorträgen, junge Saudis zu bewegen, sich den Mudschaheddin anzuschließen. Seit 1980 oder 1981 hatte er in Dschidda Vorlesungen Azzams besucht. Bei wechselseitigen Besuchen entstand im Laufe der Jahre eine enge persönliche Bindung zwischen beiden. Bin Ladens Haus entwickelte sich bis 1984 zu einer wichtigen Anlaufstelle, in der sich Afghanistanfreiwillige verschiedener Länder vor der Abreise nach Pakistan sammelten. Bin Laden betätigte sich als Spendensammler und errichtete im städtischen Umland militärische Ausbildungslager. Laut seiner Frau Najwa traf er Azzam schon 1979 während eines zweiwöchigen Aufenthalts im US-Bundesstaat Indiana.
Er reiste bis 1984 mehrmals nach Islamabad und Lahore in Pakistan, um den Widerstand zu unterstützen. Dabei hielt er sich von Afghanistan und von Peschawar fern, weil ihm die saudische Führung ein persönliches Auftreten dort angeblich untersagt hatte. Da ihn die regelmäßigen Reisen davon abhielten, den Aufgaben im Familienunternehmen nachzukommen, verlor er seine Anstellung.
1984 besuchte Bin Laden auf Einladung Azzams ein Mudschaheddin-Lager in Ostafghanistan und wurde dort Zeuge eines sowjetischen Angriffs. Sein jahrelanges Fernbleiben beschämte ihn: „Ich fühlte, dass mir dieser vierjährige Aufschub nicht vergeben werden konnte, wenn ich nicht selbst zum Märtyrer würde.“ Er war nun überzeugt, dass die Unterstützung der Mudschaheddin intensiviert werden müsse. Er reiste nach Saudi-Arabien zurück und mobilisierte dort in Kürze rund 10 Millionen US-Dollar an Spendengeldern. Bei einer gemeinsamen Hadsch einigte er sich mit Azzam darauf, die wenigen arabischen Freiwilligen für Afghanistan zu stärken und besser zu koordinieren. Azzam erließ eine in der islamischen Welt durchaus umstrittene Fatwa, in der er den Kampf in Afghanistan zur Pflicht aller dazu fähigen Muslime (fard ayn) erklärte.
1984 richtete Bin Laden in Peschawar ein Bait al-ansār genanntes Gasthaus ein, das als Anlaufstelle für arabische Mudschaheddin diente. Mit Azzam gründete er das Peschawarer Büro Maktab al-Chadamāt zwecks Organisation wie Betreuung der Kämpfer und zwecks Verteilung der Spendengelder unter afghanischen Flüchtlingen. Außerdem unterstützte er Abu Sajaf bei der Gründung der Universität Dawa al-Dschihad, einer Einrichtung in der Umgebung Peschawars, die später als Ausbildungsstelle für Terroristen diente. Als Geldgeber wurde Bin Laden zu einer Respektsperson bei den Mudschaheddin, obschon er die Rolle des charismatischen militärischen Führers nicht ausfüllen konnte.
Trotz der Legenden, die zunächst Azzam und später Bin Laden über ihr Wirken verbreiteten, war der Einfluss arabischer Freiwilliger auf den afghanischen Freiheitskampf gering. Die Anzahl der „arabischen Afghanen“ betrug bis 1984 nie mehr als 50, stieg ab 1985 stetig an, überschritt jedoch zu keinem Zeitpunkt 3000. Die meisten von ihnen blieben in Peschawar, wo sie sich auf Hilfsdienste für die afghanischen Flüchtlinge konzentrierten, und nahmen nie an Kämpfen gegen die Sowjetarmee teil. Der Märtyrerkult, den diese von ihren Heimatländern bald entfremdeten Araber, inspiriert von den Schriften Sayyid Qutbs und Abdallah Azzams, entwickelten, blieb den afghanischen Mudschaheddin fremd. Auch die Militärhilfe der Araber war nicht immer erwünscht. Ähnliches galt für deren Versuche, wahhabitische oder andere arabische religiöse Prinzipien in Afghanistan zu verbreiten oder die Arbeit westlicher Hilfsorganisationen und Korrespondenten im Land zu behindern.

### Teilnahme am Partisanenkampf
Zu Beginn seines Engagements in Pakistan und Afghanistan hielt sich Bin Laden mehrere Monate jährlich bei seiner Familie in Saudi-Arabien auf. Bei diesen Gelegenheiten stattete er den saudischen Behörden Bericht über seine Auslandsaktivitäten ab. 1986 brachte er seine Frauen und Kinder nach Peschawar. Er ließ die Höhlen von Tora-Bora an der afghanisch-pakistanischen Grenze zu Munitionslagern ausbauen und führte erstmals eine kleine Einheit arabischer Freiwilliger in den Kampf nach Afghanistan, von wo diese sich aber schnell zurückziehen musste.
Sein Entschluss, dauerhaft eigene Widerstandslager für Araber auf afghanischem Boden zu unterhalten, brachte ihn in Konflikt mit Azzam, der die orts- und sprachunkundigen Freiwilligen nur als Mitglieder afghanischer Einheiten kämpfen lassen wollte. Bin Laden ließ im ersten Lager Masaada („Höhle des Löwen“) im Nordosten Afghanistans mit schwerem Baugerät, das die Saudi Binladin Group (SBG) zur Verfügung gestellt hatte, künstliche Höhlen anlegen, in denen die Kämpfer sich verschanzen konnten.
Seit dem Frühjahr 1987 führte er seine Männer in kleinere Kämpfe gegen sowjetische Einheiten, die zumeist mit demütigenden Niederlagen und Rückzug endeten. Das schädigte den Ruf der arabischen Freiwilligen bei afghanischen Mudschaheddin und sie unterstützenden Pakistanern. Allerdings gelang es Bin Ladens Männern, die Festung Masaada, die kurzzeitig wegen starker sowjetischer Angriffe hatte geräumt werden müssen, zurückzuerobern. Dies wurde für die „afghanischen Araber“ zu einem mythischen Ereignis, das göttlichen Rückhalt zu beweisen schien. Nach widerstreitenden Berichten soll Bin Laden selbst während solcher Gefechte Nervenstärke bewiesen haben oder krank und indisponiert gewesen sein.

### Gründung von al-Qaida und Ende des Afghanistaneinsatzes
Im Mai 1988 begannen die Sowjets ihren bis Februar 1989 dauernden Abzug aus Afghanistan. Bin Laden und die anderen Führer der „arabischen Afghanen“ wollten ihre Männer aus einem sich abzeichnenden Bruderkrieg zwischen den Mudschaheddin-Gruppen heraushalten und den Dschihad gegen „Ungläubige“ andernorts fortführen. Bei einer Zusammenkunft am 11. August 1988 in Peschawar beschlossen sie, geeignete Männer in einer neuen Organisation namens al-Qaida („die Basis“) zu vereinen. Bin Laden zufolge bezog sich der Begriff zunächst auf das Militärübungslager, in dem Kämpfer auf Tauglichkeit für die neue arabische Elitelegion geprüft wurden.
Es herrschte Uneinigkeit, wo genau der Dschihad fortgesetzt werden solle. Der Ägypter Aiman az-Zawahiri, der auf Bin Laden inzwischen großen Einfluss gewonnen hatte, plädierte dafür, den Sturz säkularer Regime in Ländern wie Ägypten herbeizuführen. Für Abdallah Azzam hatte vor dem Hintergrund der Ersten Intifada der Kampf um Palästina Vorrang, den er mithilfe der neugegründeten islamistischen Terrororganisation Hamas als Gegengewicht zur säkularen Fatah Jassir Arafats führen wollte. Bin Laden schlug vor, die „arabischen Afghanen“ in Kaschmir, auf den Philippinen oder in den zentralasiatischen Republiken der Sowjetunion einzusetzen.
Weil der Großteil des Geldes zur Unterstützung der „arabischen Afghanen“ aus Saudi-Arabien strömte, sollte auch die Führung der Dschihadisten einem Saudi obliegen. Dass die Wahl dieses „Emirs“ 1988 auf Bin Laden fiel, hing auch mit wachsenden Animositäten zwischen den Ägyptern um Zawahiri und den Unterstützern Azzams zusammen. Die arabischen Gruppierungen, die vor dem Hintergrund des sowjetischen Abzugs mehr Zulauf von Freiwilligen denn je verzeichneten, konkurrierten in der Folge um Gunst und Finanzmittel Bin Ladens. Gleichzeitig reduzierten die saudische Führung und die USA ihre Hilfen für die arabischen Mudschaheddin, was diese verärgerte und die einstigen Unterstützer als neue Gegner erscheinen ließ. In einem 1999 ausgestrahlten Interview mit Al Jazeera bestritt Bin Laden, dass die arabischen Dschihadisten jemals von den USA unterstützt worden seien.
Im Kampf um die Stadt Dschalalabad erlitten Bin Laden und seine Männer zusammen mit den afghanischen Mudschaheddin im Frühjahr 1989 eine schwere Niederlage gegen die afghanischen Regierungstruppen. Der Rückschlag verschärfte den Zwist zwischen den Fraktionen der Mudschaheddin. Bin Laden reiste nach Saudi-Arabien, um von der Regierung in Riad Anweisung zu erhalten, welche Seite er unterstützen solle. Er erhielt die Antwort, er und seine Männer sollten Afghanistan und Pakistan am besten ganz verlassen. Bin Laden kam der Aufforderung nach und kehrte im Herbst 1989 in sein Heimatland zurück, ebenso die meisten arabischen Freiwilligen. Der in Peschawar verbliebene Azzam starb im November 1989 bei einem Attentat unbekannter Urheber.

## Saudi-Arabien (1989–1992)
Nach der Rückkehr nach Saudi-Arabien lebte Bin Laden abwechselnd in Dschidda und in Medina. Er betätigte sich erneut im Familienunternehmen und überwachte vor allem Straßenbauprojekte. Sein damaliges Vermögen wird auf 7 Millionen US-Dollar geschätzt, rund 270.000 US-Dollar flossen jährlich durch Gewinnanteile an der SBG hinzu. In Saudi-Arabien war er inzwischen zu einer respektablen Persönlichkeit geworden. Die saudischen Medien zeichneten das Bild, Bin Laden und seine Männer seien für die Niederlage der Weltmacht Sowjetunion in Afghanistan hauptverantwortlich gewesen.
In Reden und Handeln Bin Ladens trat ein wachsendes politisches Sendungsbewusstsein zutage, das Konfliktpotential mit der saudischen Führung barg. Mehrfach argumentierte er in der familieneigenen Moschee in Dschidda für die Notwendigkeit, Dschihad gegen die USA zu führen, da Washington nur bei Gewaltanwendung Abstand von der Unterstützung Israels nehmen werde. Er forderte seine Zuhörer dazu auf, amerikanische Handelswaren zu boykottieren.
1990 schlug Bin Laden dem Prinzen Turki bin Faisal Al Saud, Leiter des saudischen Auslandsgeheimdienstes, vor, seine in Afghanistan ausgebildeten Männer in den Kampf gegen die kommunistische Führung im Anrainerstaat Südjemen zu führen, doch wurde der Vorschlag zurückgewiesen. Als sich Süd- und Nordjemen 1991 vereinigten, schloss Bin Laden bei mehreren Reisen ins Nachbarland mit nordjemenitischen Stammesführern ein Bündnis mit dem Vorhaben, die Führer der an der neuen Koalitionsregierung im Jemen beteiligten Sozialisten aus dem Süden gezielt zu töten. Bei diesen Unternehmungen kamen erstmals Männer aus Bin Ladens al-Qaida-Gruppe außerhalb Afghanistans zum Einsatz. Infolge mehrfachen Protests des jemenitischen Präsidenten Ali Abdullah Salih beim saudischen König Fahd musste Bin Laden seine Kampagne im Jemen einstellen. Sein Reisepass wurde eingezogen, und die Führung untersagte ihm weitere außenpolitische Aktivitäten.
Bin Laden warnte ebenfalls vor dem säkularen Regime Saddam Husseins im Irak. Er sah seine Befürchtungen bestätigt, als die irakische Armee im August 1990 mit dem Einmarsch in Kuwait den Zweiten Golfkrieg auslöste. Saudi-Arabien war überzeugt, dass die Einnahme kuwaitischer Ölfelder eigentliches Ziel Husseins war. Zögernd nahm die Regierung in Riad das Angebot aus Washington an, mehrere hunderttausend amerikanische Soldaten zum Schutz Saudi-Arabiens im Land zu stationieren (→ Operation Wüstensturm). Bin Laden betrachtete diese Einladung an Nichtmuslime als Verstoß gegen das Gebot Mohammeds, in Arabien dürfe es nur eine Religion geben. Vergeblich versuchte er, die saudische Führung zu überzeugen, er allein könne eine Freiwilligenarmee von 100.000 Mann aufstellen, um das Land zu verteidigen.
Der Kuwait-Krieg endete im März 1991. Anschließend warb Bin Laden mithilfe einflussreicher Unterstützer darum, sein Ausreiseverbot aufzuheben. Er wollte nach Afghanistan zurückkehren, um zwischen zerstrittenen Mudschaheddin-Gruppen zu vermitteln, die inzwischen kurz vor dem Sturz der marxistischen Regierung in Kabul standen. Im März 1992 erhielt er seinen Pass zurück und reiste nach Afghanistan. Dort gewann er bald den Eindruck, seine Vermittlungsbemühungen unterminierten die Versuche des Prinzen Turki, die islamische Gruppierung von Gulbuddin Hekmatyār zu stärken. Bin Laden erklärte seinem Umfeld, die saudische Führung plane, ihn in einem Komplott mit dem pakistanischen Geheimdienst ISI ermorden zu lassen.

## Sudan (1992–1996)

### Leben und wirtschaftliche Betätigung
Bin Laden entschloss sich, nicht nach Saudi-Arabien zurückzukehren. Stattdessen nahm er eine bereits 1990 von der Regierung in Khartum ausgesprochene Einladung an, sich im Sudan niederzulassen. Bin Laden kannte das Land von Geschäftsreisen für die SBG, die den Flughafen Bur Sudan ausbaute. Im großen, ärmlichen und politisch instabilen Sudan hatte es 1989 einen von islamischen Gruppen getragenen Militärputsch gegeben. Im Gegensatz zu den Regierungen anderer arabischer Staaten begrüßte die neue sudanesische Führung, wenn arabische Exmudschahiddin aus Afghanistan ins Land übersiedelten. Einige Hundert taten dies in den folgenden Jahren. Bin Laden folgte mit seinen Frauen und Kindern im Jahr 1992. Sie lebten gemeinsam in einer Villa in Khartums Stadtteil Riad.
Als geistiger Führer der Islamisierung des Sudan gilt Hasan at-Turabi, Vorsitzender der Nationalen Islamischen Front, die 1969 als Gegenstück zur ägyptischen Muslimbruderschaft gegründet worden war. Turabi wollte den Sudan zum Zentrum einer islamischen Revolution machen, in deren Zuge die Gemeinschaft aller Muslime („Umma“) und eine Abgrenzung vom Westen herbeigeführt werde. Viele seiner Vorstellungen, dass etwa die Scharia nur schrittweise eingeführt werden könne, waren mit denen Bin Ladens nicht in Einklang zu bringen. Später gerieten beide darüber in Meinungsverschiedenheiten.
Bin Laden gründete im Sudan eine Reihe Firmen, die zur Dachgesellschaft Wadi El Aqiq zusammengefasst wurde. Sie betätigte sich in unterschiedlichen Wirtschaftszweigen; wie etwa Bau, Lederherstellung, Produktion von Insektiziden, Import von Lastwagen, Maschinen und Fahrrädern sowie im Agrarwesen. In der dürftig entwickelten sudanesischen Wirtschaft wurde Bin Laden zum Hauptinvestor, obwohl nur rund 500 Angestellte für ihn arbeiteten. Außerdem lieh er dem sudanesischen Staat mehrmals Geld zum Ankauf von Weizen und Erdöl. Als Bezahlung für den Ausbau von Straßen erhielt Bin Laden Ländereien und stieg so zum vielleicht größten Grundbesitzer des Landes auf. Beim Export wichtiger sudanesischer Agrarprodukte, wie Sesam und Gummiarabikum, hatte er fast eine Monopolstellung inne. Überdies erwarb er mehrere Häuser in Khartum, in denen er Gäste und Gefolgsleute bewirtete. Sein Vermögen verteilte er auf Konten in Khartum, Dubai, London, Malaysia und Hongkong, die unter Namen von al-Qaida-Mitgliedern geführt wurden. Da er mit seinen wirtschaftlichen Aktivitäten zumeist Verluste verzeichnete, blieb Bin Laden von monatlichen Gewinnbeteiligungen der SBG abhängig.
Zu Beginn seines Aufenthalts im Sudan zeigte Bin Laden kaum Neigung, seine politische Tätigkeit fortzusetzen. Freunden erklärte er, der politische Kampf sei für ihn vorüber. Al-Qaida-Mitglieder, die auf seinen Landgütern arbeiteten, führten zwar weiterhin Militärübungen durch, aber in geringem Umfang. Bin Laden widersetzte sich gar der Forderung, seine Kämpfer im Bürgerkrieg der sudanesischen Regierung gegen den christlichen Süden des Landes einzusetzen.

### USA als neuer Hauptgegner
Bei wöchentlichen Treffen der al-Qaida-Führung in Bin Ladens Gästehaus in Khartum wurde ab Herbst 1992 vermehrt über die Bedrohung der islamischen Welt seitens der USA diskutiert. Trotz Abzugszusagen aus Washington zu Beginn des Kuwaitkrieges waren in Saudi-Arabien weiterhin US-Truppen stationiert. Der im November 1992 begonnene US-Militäreinsatz in Somalia zur Unterstützung der UN-Operation „Wiederherstellung der Hoffnung“ erschien der al-Qaida-Führung als Teil einer umfassenden Kreuzzugsstrategie des christlichen Westens gegen den Islam. Rufe nach einem Dschihad gegen die USA kamen in Bin Ladens Umfeld auf. Er schloss sich unter dem Einfluss seines Freundes und religiösen Beraters Mamduh Mahmud Salim, genannt Abu Hadscher, bald diesen Forderungen an.
Am 29. Dezember 1992 ereigneten sich zwei Bombenanschläge auf Hotels im jemenitischen Aden; zwei Menschen starben. Ziel der Anschläge waren vermutlich US-Soldaten, die im Rahmen des Somalia-Einsatzes in der Stadt untergebracht waren; zu Schaden kamen sie aber nicht. In einigen Darstellungen gelten jene Anschläge, die in US-Medien kaum registriert wurden, als erste Terrorakte al-Qaidas; auch Bin Laden hat in späteren Jahren die Urheberschaft seiner Organisation eingeräumt. Weil das Töten Unschuldiger ein moralisches Dilemma darstellt, erließ Abu Hadscher zwei Fatwas, in denen er die Ermordung von US-Soldaten und von Menschen, die sie direkt oder indirekt unterstützten, als legitim darstellte.

### Internationalisierung der Aktivitäten
Bis 1994 vernetzte sich al-Qaida auf internationaler Ebene mit weiteren islamistischen Gruppierungen, die zum Teil andere Ziele verfolgten und auch andere Strukturen nebst Methoden besaßen. So traf Bin Laden in dieser Zeit Imad Mughniyah, den Sicherheitschef der schiitischen Hisbollah im Libanon, und al-Qaida-Männer übten in Hisbollah-Ausbildungslagern. Kontakte gab es auch zur Islamischen Vereinigung (al-Dschamāʿa al-islāmiyya) von Umar Abd ar-Rahman, dem „blinden Scheich“, der durch Anschläge auf Politiker wie Touristen einen politischen Umsturz in Ägypten einleiten wollte. Auch für Rahman wurden die USA als Unterstützer der Regierung in Kairo nun zum Gegner. Anhänger von Rahman planten seit 1992 Terroranschläge in New York, die nach späteren Informationen des FBI von Bin Laden finanziert werden sollten. Auch mit der im Sudan befindlichen Gruppe al-Dschihad unter Aiman az-Zawahiri, den Bin Laden aus Afghanistan kannte, pflegte al-Qaida Kontakte. Wie Rahman wollte ebenso Zawahiri das ägyptische Regime stürzen, lehnte die Operationen der Islamischen Vereinigung aber ab, weil sie zu Antiterroraktionen der ägyptischen Geheimpolizei führten, bei denen auch Zellen von al-Dschihad ausgehoben wurden. Zawahiri verweigerte sich in dieser Zeit der antiamerikanischen Kampagne Rahmans und Bin Ladens, da er die Amerikaner für seine Zwecke auszunutzen hoffte. Ständige Geldnöte seiner Organisation zwangen ihn 1993 jedoch, Bin Ladens finanzielle Unterstützung zu suchen. Er sah die Kooperation ursprünglich nur als Bündnis auf Zeit an. Bei einem gescheiterten Anschlag auf den ägyptischen Innenminister Hassan al-Alfi setzte al-Dschihad im August 1993 erstmals Selbstmordattentäter ein. Dies war bis dahin eine bei sunnitischen Gruppen fast unbekannte Praxis.
Am 26. Februar 1993 verübte Ramzi Ahmed Yousef den Bombenanschlag auf das World Trade Center 1993 in New York, bei dem sechs Menschen getötet und über tausend verletzt wurden. Da der Täter in einem afghanischen al-Qaida-Lager zum Sprengstoffspezialisten ausgebildet worden war, wurden westliche Medien nun erstmals auf diese Gruppe und Bin Laden aufmerksam. So berichtete die Nachrichtenagentur Agence France-Presse am 30. Mai 1993 über einen Mann, der „von al-Qaida ausgebildet worden“ sei, und sprach ferner von „einer geheimen Organisation in Afghanistan, die von einem wohlhabenden saudischen Geschäftsmann namens Osama bin Laden finanziert wird, der in Dschidda eine Baufirma betreibt.“ Ungeklärt blieb, ob Yousef den Anschlag in New York im Auftrag Rahmans oder Bin Ladens ausgeführt hatte.
Bin Ladens steigender Bekanntheitsgrad führte immer mehr junge Männer aus verschiedenen islamischen Ländern in al-Qaidas Ausbildungslager südlich Khartums. Geübt wurde an Waffen, die aus dem afghanischen Tora-Bora mit einem von Bin Laden erworbenen US-amerikanischen Militärflugzeug in den Sudan verfrachtet worden waren. Neue Dschihadisten nahm er persönlich in Empfang, stellte ihnen die USA als Hauptfeind der muslimischen Welt dar und behauptete, der Vietnamkrieg und der US-Rückzug aus dem Libanon 1983 hätten gezeigt, der Kampfeswille der Amerikaner könne schon durch relativ geringe Verluste gebrochen werden. Dies fand er bestätigt, als das US-Militär im März 1994 aus Somalia abzog. Er präsentierte den Abzug als Erfolg al-Qaidas. Deren Beteiligung an der Tötung von US-Soldaten in der Schlacht von Mogadischu bestätigten später Vertreter der US-Geheimdienste; wobei der sudanesische Geheimdienst entgegenhielt, lediglich einige Dutzend al-Qaida-Kämpfer seien nach Somalia gesandt worden, dort in Konflikt mit einheimischen Milizenführern geraten und hätten sich im Oktober 1993 wieder in den Sudan abgesetzt.
Mit Finanzmitteln unterstützte Bin Laden zeitweise den Guerillakrieg der GIA gegen das Militär in Algerien, das nach dem Wahlsieg der Islamischen Heilsfront 1992 geputscht hatte. Jedoch warfen GIA-Vertreter bald Bin Laden Schwäche und Nachgiebigkeit gegenüber Demokraten vor. Dieser befürchtete eventuell, die Terrorkampagne der GIA, der mehrere zehntausend Zivilisten zum Opfer fielen, schade dem Ansehen der dschihadistischen Bewegung. Er entzog der GIA schließlich seine Unterstützung.
Während des Bosnienkrieges kam es zu zahlreichen Gräueltaten ausländischer muslimischer Freiwilliger, unter anderem unter der Führung des Oberbefehlshabers der bosnischen Armee, Rasim Delić, sogenannter Mudschaheddin, an Serben und Kroaten in Zentralbosnien und der Region von Ozren. Geschickt von bin Laden, kämpften die al-Qaida-Anhänger während des gesamten Krieges mit der bosnischen Armee an vorderster Front.

### Wachsende Probleme
Am 4. und 5. Februar 1994 versuchte eine radikale Gruppierung unter Führung des Libyers Abdullah al-Chalifei, einem ehemaligen Mudschaheddin, Bin Laden zu ermorden. In mehreren wirr verlaufenden Aktionen überfielen Chalifei und seine Männer zwei Polizeiwachen in Khartum, um Waffen zu erbeuten, töteten 16 Personen beim Sturm auf Bin Ladens Moschee, feuerten auf Mitarbeiter seiner Unternehmen und griffen schließlich auch seine Villa an, wo sie jedoch überwältigt wurden. Bin Laden, der eine Urheberschaft des ägyptischen Geheimdienstes vermutete, blieb unverletzt, mehrere seiner Mitarbeiter und Gäste wurden aber von Geschossen getroffen. Bin Laden hatte seinen bis dato freien Lebensstil im Sudan dementsprechend zu ändern. Auf Zawahiris Drängen hin umgaben ihn nun ständig ägyptische Leibwächter, und er verließ sein Haus nur noch bewaffnet.
Während die meisten westlichen Geheimdienste noch nicht auf Bin Laden und al-Qaida aufmerksam geworden waren, brachten deren Aktivitäten die saudische Führung in der arabischen Welt zunehmend in diplomatische Bedrängnis. Algerien und Ägypten forderten die Saudis dazu auf, ihrem Staatsbürger Einhalt zu gebieten. Als der Versuch, durch die Entsendung von Mitgliedern seiner Familie in den Sudan mäßigenden Einfluss auf Bin Laden auszuüben, scheiterte, entzog ihm König Fahd am 5. März 1994 die saudische Staatsbürgerschaft. Sein Halbbruder Bakr bin Laden, Chef des Clans, verstieß ihn in einer öffentlichen Erklärung kurz darauf aus der Familie. Das saudische Innenministerium beschlagnahmte Bin Ladens Anteile an der SBG, was ihn schnell in Finanznot brachte. Er verschärfte daraufhin seine Rhetorik gegen den saudischen König und die ihn tragende Geistlichkeit. Zur Verbreitung seiner gegen das Regime in Riad gerichteten Propaganda diente ihm ein als „Beratungs- und Reformausschuss“ („Advice and Reformation Committee“) bezeichnetes, von al-Qaida in London betriebenes Informationsbüro.
Auch im Privatleben wuchsen Bin Ladens Probleme. Mehrere seiner heranwachsenden Söhne waren mit den Lebensbedingungen im Sudan unzufrieden und wollten nach Saudi-Arabien zurückkehren. Seine vierte Ehefrau Umm Ali bat ihn um Scheidung, und Bin Laden willigte ein. Umm Ali zog mit den drei gemeinsamen Kindern nach Mekka.
Aufgrund seiner Finanzschwierigkeiten teilte Bin Laden den al-Qaida-Männern Ende 1994 mit, dass er ihre Gehälter kürzen müsse. Auch Sonderzuweisungen für seinen engsten Umkreis wurden eingeschränkt. Bisher hatten die meisten al-Qaida-Mitglieder unterstellt, seine Finanzmittel seien unerschöpflich. Da der enge Zusammenhalt der Dschihadisten im Sudan auch mit den regelmäßigen Zahlungen zusammenhing, wirkte die Ankündigung entmutigend. Es kam zu ersten Absetzbewegungen. Medani al-Tajeb, der Schatzmeister von al-Qaida, der mit einer Nichte Bin Ladens verheiratet war, kehrte nach Saudi-Arabien zurück. Bin Ladens enger sudanesischer Gefolgsmann Dschamal al-Fadl tauchte unter, nachdem er in Bin Ladens Unternehmen Geld unterschlagen hatte. Anschließend bot Fadl mehreren Geheimdiensten Informationen über al-Qaida an und verkaufte diese 1996 für 1 Million Dollar an die amerikanische Regierung. Fadl berichtete den Amerikanern unter anderem, Bin Laden habe 1994 versucht, von einem sudanesischen General Uran über Schwarzmarktwege zu beziehen, um offenbar eine „schmutzige Atombombe“ bauen zu können. Allerdings sei Bin Laden bei dem Geschäft betrogen worden. Außerdem habe er mit der sudanesischen Regierung an der Produktion chemischer Kampfstoffe gearbeitet.
Noch immer versuchte die saudi-arabische Führung über Mittelsmänner Bin Laden zum Einlenken zu bewegen. Man bot ihm eine Restitution seines Eigentums, die Rückgabe der Staatsbürgerschaft und möglicherweise auch Geldzahlungen an. Im Gegenzug sollte er dem Dschihad abschwören und seine Angriffe auf König Fahd widerrufen. Bin Laden verlangte jedoch zusätzlich eine volle Amnestie und einen festen Zeitplan für den vollständigen Abzug amerikanischer Truppen aus Saudi-Arabien. Die Unterhandlungen führten zu keinem Ergebnis. Mit einem per Fax verschickten, offenen Brief an König Fahd, in dem er diesen zum Rücktritt aufforderte, vollzog Bin Laden im August 1995 den endgültigen Bruch mit der saudischen Führung. Er prangerte die politischen, wirtschaftlichen und sozialen Verhältnisse in Saudi-Arabien an, machte den König persönlich und dessen Prunksucht sowie die Abhängigkeit vom Rohstoff Erdöl für die Zustände verantwortlich und protestierte erneut gegen die Stationierung amerikanischer Truppen in seiner Heimat: „Diesen schmutzigen, ungläubigen Kreuzzüglern darf nicht gestattet werden, im heiligen Land zu bleiben.“ Allerdings rief Bin Laden, der Hoffnungen an eine Thronübernahme von Kronprinz Abdullah ibn Abd al-Aziz knüpfte, weder zum Sturz des Hauses Saud noch zu einer politischen Revolution in Saudi-Arabien auf.
Bei einem Sprengstoffanschlag auf die Befehlsstelle der saudischen Nationalgarde in Riad starben am 13. November 1995 sieben Menschen, darunter fünf US-Bürger, die die saudischen Sicherheitskräfte ausbilden sollten. Die Tat wurde von der saudischen Führung als Racheakt für die Hinrichtung eines „arabischen Afghanen“ wenige Monate zuvor bewertet. In Reaktion auf den Anschlag wurden weitere „arabische Afghanen“ verhaftet und vier angeblich Verantwortliche im saudischen Fernsehen präsentiert, wo sie Schuldbekenntnisse verlasen und behaupteten, von den Erklärungen Bin Ladens und anderer Radikaler angestachelt worden zu sein. Indes bestehen Zweifel, ob die unter Folter erzwungenen Geständnisse auf deren wirkliche Täterschaft schließen lassen. Bin Laden bekannte sich selbst niemals öffentlich zu einer Rolle al-Qaidas bezüglich des Anschlags, soll aber einem arabischen Journalisten gegenüber vertraulich geäußert haben, er habe die verantwortliche Zelle aktiviert, nachdem sein Brief an König Fahd folgenlos geblieben war.

### Ausweisung
Am 26. Juni 1995 verübten al-Dschihad und die Islamische Vereinigung ein Attentat auf den ägyptischen Präsidenten Husni Mubarak. Schauplatz war die äthiopische Hauptstadt Addis Abeba, in der Mubarak anlässlich eines Gipfels des Staatenbundes OAU weilte. Leiter der Operation war Mustafa Hamsa, ein führendes Mitglied sowohl al-Qaidas als auch der Islamischen Vereinigung. Mubarak blieb von den Geschossen der Attentäter unversehrt, zwei seiner Leibwächter und drei Angreifer starben jedoch bei Schusswechseln. Durch die Verhaftung weiterer Verschwörer konnte die äthiopische Polizei die sudanesischen Verbindungen der Drahtzieher offenlegen. Der UN-Sicherheitsrat forderte den Sudan im Januar 1996 mit UN-Resolution 1044 auf, die Verantwortlichen an Äthiopien auszuliefern und Terroristen nicht länger Zuflucht zu gewähren. Im April 1996 traten weitreichende Wirtschaftssanktionen gegen das Land in Kraft. Im Nachgang des Attentats nötigte die ägyptische Geheimpolizei zwei ägyptische Jugendliche, das Umfeld Zawahiris in Khartum auszuspionieren und bei der geplanten Ermordung des al-Dschihad-Führers zu helfen. Mehrere Anschläge auf Zawahiris Leben schlugen jedoch fehl, und die jugendlichen Spione konnten enttarnt werden. Zawahiri ließ sie unter einem Privattribunal hinrichten; worüber sich Hasan at-Turabi und die sudanesische Führung entsetzt zeigten, warfen sie den ägyptischen Dschihadisten doch vor, die Gesetze ihres Gastlandes zu missachten. Zawahiri und seine Anhänger wurden aufgefordert, den Sudan unverzüglich zu verlassen. Sie reisten nach Afghanistan, Jordanien und in den Jemen aus. Wegen der inzwischen engen Verflechtungen zwischen al-Dschihad und al-Qaida verlor Bin Laden dadurch einige seiner wichtigsten Gefolgsleute im Sudan.
Der geschwächte al-Dschihad verübte am 19. November 1995 einen Selbstmordanschlag auf die ägyptische Botschaft im pakistanischen Islamabad, bei dem 16 Menschen starben und 60 verletzt wurden. Da sowohl die Tötung einfacher Botschaftsmitarbeiter als auch der Einsatz von Selbstmördern unter den al-Dschihad-Mitgliedern umstritten war, hielt es Zawahiri für angezeigt, den Anschlag in mehreren Erklärungen zu verteidigen: Wer für die ägyptische Regierung gearbeitet habe, sei es auch nur in einer niederen Position, könne nicht als unschuldiges Opfer gelten; und Märtyrertum sei ein legitimes Mittel im Kampf gegen die Feinde Gottes. Die Ausführung des Attentats und Zawahiris Rechtfertigungen wurden zum Vorbild nachfolgender Aktionen al-Qaidas. Bin Laden missbilligte das Attentat von Islamabad, weil er Pakistan als wichtigste Verbindung zu seinen Stellungen in Afghanistan und Gastland vieler „arabischer Afghanen“ nicht zum Feind der Dschihadisten machen wollte. Persönlich erwirkte er bei den pakistanischen Behörden die Freilassung von 200 „arabischen Afghanen“, die nach dem Attentat verhaftet worden waren. Sie durften Bin Laden in den Sudan begleiten.
Die Attentate in Addis Abeba und Islamabad unterminierten die Stellung Bin Ladens im Sudan, obwohl es sich bei den Attentaten nicht um Operationen al-Qaidas gehandelt hatte. Die Regierung in Khartum war nun darum bemüht die drohende diplomatische Isolation des Landes abzuwenden, und mithin beäugte man Bin Ladens Verbleib mit Argwohn. Der sudanesische Geheimdienst streute falsche Gerüchte, eine Auslieferung Bin Ladens nach Frankreich stünde bevor; dies sollte ihn offenbar zur freiwilligen Ausreise bewegen. Staatspräsident Omar al-Baschir bot dem saudischen Kronprinzen Abdullah die Überstellung Bin Ladens nach Saudi-Arabien an, falls diesem Straffreiheit gewährt würde. Das Angebot wurde zurückgewiesen. Die USA ließen gegenüber der Führung in Khartum vertraulich durchblicken, die Ausweisung Bin Ladens sei eine Voraussetzung dafür, dass der Sudan von der Liste der den internationalen Terrorismus unterstützenden Staaten gestrichen würde. Eine Auslieferung an die USA wurde jedoch nicht gefordert, weil offenbar keine Beweise vorlagen, um Bin Laden wegen der Ermordung von US-Bürgern anklagen zu können.
In mehreren persönlichen Gesprächen erläuterte Hasan at-Turabi Bin Laden im Frühjahr 1996, der al-Qaida-Führer müsse entweder seine politische Betätigung einstellen oder den Sudan verlassen. Bin Laden, der sich dem Ultimatum nicht beugte, verwies auf die Dankespflicht des Sudan wegen seiner Investitionen im Land. Schließlich erklärte er sich aber zur Ausreise bereit. Weil er keinen Pass besaß, war die Auswahl möglicher Zufluchtsorte begrenzt. Nachdem er auch ein Untertauchen in Ägypten und Somalia erwogen hatte, entschied sich Bin Laden, nach Afghanistan zurückzugehen. Obwohl ihm die sudanesische Regierung noch immer Geld schuldete, zwang sie ihn, seine großen Besitztümer im Land zu einem Bruchteil ihres Wertes zu veräußern. Am 18. Mai 1996 wurde Bin Laden vom Sudan ins afghanische Dschalalabad ausgeflogen. Begleitet wurde er nur von seinen Söhnen Saad und Omar sowie einigen Leibwächtern. Den verbliebenen al-Qaida-Männern finanzierte Bin Laden den Rückflug in ihre Heimatländer. Einige von ihnen wurden eingeladen, ihm nach Afghanistan zu folgen. Am 25. Juni 1996 verloren bei einem Sprengstoffanschlag auf US-Soldaten in Zahran in Saudi-Arabien 19 Menschen ihr Leben.

## Afghanistan (1996–2001)

### Ausbildungslager, Anschläge, Verfolgung
Im Mai 1996 flog bin Laden in einem kleinen Jet von Khartum nach Dschalalabad im Osten Afghanistans. Das Land war seit seinem letzten Besuch nach dem Fall der kommunistischen Regierung 1992 in einem Bürgerkrieg versunken. Die Hauptstadt Kabul wurde weitgehend zerstört und aus den Wirren des Bürgerkriegs stiegen die Taliban als dominante Kraft auf. Die Taliban wurden von dem Dorfprediger Mullah Omar angeführt, der von einer Versammlung von Geistlichen zum „Anführer der Gläubigen“ ernannt wurde. Die Taliban erlangten zunächst hohe Popularität, weil sie nach Jahren des Krieges Ordnung und Frieden brachten. Sie errichteten eine Theokratie, in der Musik und Fernsehen verboten waren und Frauen weitgehend aus dem öffentlichen Leben verschwanden. Es ist unklar, wer genau bin Laden nach Afghanistan eingeladen hatte. Nach einem Bericht traf sich bin Laden mit mehreren Mudschahedin-Kommandeuren Anfang 1996 im Sudan und erhielt die Erlaubnis, sich in der Provinz Nangarhar niederzulassen. Die Berichte stimmen jedoch in einem entscheidenden Punkt überein, dass es nicht die Taliban waren, die bin Laden eingeladen hatten.
Bin Laden erhielt eine weitläufige Unterkunft außerhalb von Dschalalabad und ein Stück Land in Tora Bora, einer Gegend, die er aus dem Kampf gegen die Sowjetunion ein Jahrzehnt zuvor noch gut kannte. Er errichtete in Tora Bora ein einfaches Lehmhaus, wo er mit seiner Familie in einfachsten Verhältnissen lebte. Anfang Juli 1996 gab er dem Journalisten Robert Fisk ein Interview, in dem er gegen die saudische Monarchie und die Militärpräsenz der Vereinigten Staaten in Saudi-Arabien wetterte. Das Außenministerium der Vereinigten Staaten veröffentlichte am 14. August ein Informationsblatt, in dem bin Laden als einer „der bedeutendsten finanziellen Förderer islamischer extremistischer Aktivitäten in der heutigen Welt“ bezeichnet wurde.
Am 23. August 1996 veröffentlichte bin Laden eine „Kriegserklärung gegen die Amerikaner“, in der er die Ungerechtigkeit, Unterdrückung und Aggression gegen Muslime durch „das Bündnis der Juden und der Christen und ihrer Agenten“, die das Land der zwei heiligen Stätten besetzt halten, anprangerte. Eine der schlimmsten Katastrophen, die den Muslimen seit dem Tode des Propheten widerfahren sei, sei die Anwesenheit amerikanischer Soldaten und der Koalitionstruppen in Saudi-Arabien. Er wandte sich in der Erklärung direkt an US-Verteidigungsminister William Perry: „Oh William, morgen wirst du erkennen, welcher junge Mann deine fehlgeleiteten Brüder konfrontiert... Euch zu terrorisieren, während ihr in unserem Land Waffen tragt, ist legitim und unsere moralische Pflicht.“ Die Erklärung feierte zudem den Rückzug der Vereinigten Staaten aus Beirut nach dem Bombenanschlag auf die Marinekaserne 1983 und ein Jahrzehnt später den Abzug der Amerikaner aus Jemen und Somalia.
Die Taliban eroberten am 12. September Dschalalabad und eine Delegation der Taliban hieß bin Laden willkommen. Am 26. September nahmen die Taliban Kabul ein und wurden damit zu den faktischen Machthabern Afghanistans. Bin Laden gab dem palästinensischen Journalisten Abdel Bari Atwan ein Interview, in dem er erklärte, dass al-Qaida für den Angriff auf die amerikanischen Truppen in Mogadischu im Jahr 1993, für den Bombenanschlag auf das Ausbildungszentrum der saudischen Nationalgarde in Riad im Jahr 1995 und für die Attacke auf die von amerikanischem Militär bewohnten Wohneinheiten in Khobar im Jahr 1996 verantwortlich sei. Ein weiteres Interview mit dem pakistanischen Journalisten Hamid Mir folgte, in dem er den irakischen Präsidenten Saddam Hussein als „sozialistischen Dreckskerl“ bezeichnete. Beide Interviews erregten jedoch wenig Aufmerksamkeit in der Öffentlichkeit. Auch das erste Fernseh-Interview mit einem westlichen Journalisten, Peter Arnett, das im Mai 1997 auf CNN ausgestrahlt wurde, blieb weitgehend unbeachtet. Mullah Omar gab bin Laden über seine Minister zu verstehen, dass er keine kämpferischen Medieninterviews mehr geben sollte, da sie andere Länder verärgerten. Saudi-Arabien war einer von drei Staaten der Welt, der die Regierung der Taliban anerkannte und Mullah Omar hatte kein Interesse daran, sie zu verprellen, da sie auch seine weitgehend mittellose Regierung subventionierten. Bin Laden ignorierte diese Anweisung jedoch weitgehend.
Bis März 1997 war es bin Laden gelungen, die persönliche Erlaubnis von Mullah Omar für den Aufenthalt in Afghanistan erhalten. Bin Laden hatte Mullah Omar im Gegenzug das Angebot gemacht, ihn bei Baumaßnahmen und militärisch zu unterstützen. Mullah Omar lud bin Laden angeblich aus Sicherheitsgründen nach Kandahar ein, die faktische Hauptstadt der Taliban in Südafghanistan. In Kandahar befand sich bin Laden jedoch auch unter strikterer Kontrolle der Taliban. Im April 1997 flog bin Laden mit seiner Familie und seinem Anhang, insgesamt 250 Personen, nach Kandahar.
Etwa zu dieser Zeit stieß Aiman az-Zawahiri zu bin Laden dazu, der zu einem wichtigen öffentlichen Gesicht von al-Qaida und schließlich zu bin Ladens oberstem Stellvertreter werden sollte. Zuvor wollte Zawahiri den islamischen Widerstand in Tschetschenien unterstützen, wurde dort jedoch von der russischen Polizei für 6 Monate wegen fehlender Visas inhaftiert. Die Russen konnten seine Identität nicht feststellen und ließen ihn und seine Begleiter frei. Am 23. Februar 1998 veröffentlichte die palästinensische Tageszeitung al-Quds al-arabi in London die Fatwa einer neuen Koalition, die sich als „Internationale Islamische Front für den Dschihad gegen die Juden und Kreuzfahrer“ bezeichnete. Unterzeichnet war die Erklärung von Osama bin Laden, Aiman az-Zawahiri als Anführer von al-Dschihad, Rifai Taha als Mitglied des Rates der Gamaa Islamija, die Pakistanis Scheich Mir Hamsah, Sekretär von Jamiat Ulema-e-Islam, und Fadl al-Rahman, der Kopf von Harakat al-Ansar, sowie Scheich Abdul Salam Mohammed Khan, Führer der Dschihad-Bewegung in Bangladesch. Der Name al-Qaida wurde nicht verwendet. Der Text der Fatwa lautete wie folgt:

„Der Beschluss, die Amerikaner und ihre Verbündeten - Zivilisten und Militärs - zu töten, ist eine individuelle Pflicht für jeden Muslim, der dazu in der Lage ist, in jedem Land, in dem dies möglich ist, um die al-Aqsa-Moschee [in Jerusalem] und die heilige Moschee [Mekka] aus ihrem Griff zu befreien.“

Die Rolle Zawahiris und sein Einfluss auf bin Laden sind in der Literatur umstritten. Der Publizist Lawrence Wright portraitierte Zawahiri als den „Mann hinter bin Laden“. Wright schrieb ein Jahr nach den Anschlägen vom 11. September in einem einflussreichen Artikel im New Yorker, dass „nach Angaben von Beamten der CIA und des FBI Zawahiri für einen Großteil der Planung der terroristischen Operationen gegen die Vereinigten Staaten verantwortlich war“. Peter Bergen wandte dagegen ein, dass es tatsächlich keine Beweise dafür gebe, dass Zawahiri überhaupt eine Rolle bei der Planung der Anschläge von al-Qaida gegen die US-Botschaften in Ostafrika 1998, die USS Cole im Jemen 2000 und 9/11 spielte. Bergen räumt in seiner im Jahr 2021 erschienen bin Laden-Biografie ein, dass er in seinem Buch Heiliger Krieg Inc von 2001 die Rolle Zawahiris ebenfalls überschätzt habe, dass er aber nach Untersuchung der Belege zu einem gegenteiligen Ergebnis gekommen sei. Tatsächlich sei Zawahiri vor 9/11 nur eine Randfigur gewesen, eine Sichtweise, die auch von Michael Scheuer, ehemaliger Leiter der der Bin Laden-Einheit der CIA, FBI-Ermittler Daniel Coleman und einer Reihe von ehemaligen Weggefährten Zawahiris wie Montasser al-Zayyat, Noman Benotman und Abu Walid al-Misri geteilt werde. Thomas Hegghammer schrieb ebenfalls, dass die Rolle Zawahiris in den 1980ern und bei der Gründung al-Qaidas deutlich übertrieben sei.
Die Fatwa vom Februar 1998 erwähnte auch nicht Zawahiris lebenslanges Ziel, den „nahen Feind“, die ägyptische Regierung, zu stürzen, sondern konzentrierte sich stattdessen auf bin Ladens „fernen Feind“, die Vereinigten Staaten. In der Erklärung wurde auch nicht Zawahiris wichtigstes ideologisches Vorbild, Sayyid Qutb, zitiert, sondern der mittelalterliche islamische Gelehrte Ibn Taymiyya. Bin Laden hatte Zawahiri für seinen Krieg gegen die Vereinigten Staaten vereinnahmt und nicht umgekehrt, schrieb Peter Bergen. Als ihn in einem weiteren Interview Hamid Mir mit der Fatwa konfrontierte und ihn fragte, wie die Tötung von Amerikanern mit den Lehren des Islams vereinbar sei, antwortete bin Laden: „Eigentlich ist das nicht meine Fatwa. Die Fatwa wurde von einigen sehr großen islamischen Gelehrten erlassen. Ich befolge nur diese Fatwa.“ Er überreichte Mir eine Kopie einer Fatwa von Umar Abd ar-Rahman, in der er Muslime zur Tötung von Amerikanern aufforderte. Abd ar-Rahman war zwei Jahre zuvor in New York für seine Rolle beim Bombenanschlag auf das World Trade Center 1993 zu lebenslanger Haft verurteilt worden. Im Gegensatz zu bin Laden hatte Abd ar-Rahman einen Doktor in Islamischer Rechtswissenschaft und bot bin Laden eine religiöse Legitimität, die er selbst nicht hatte.
Der erste Haftbefehl gegen Bin Laden wurde von der libyschen Regierung am 16. März 1998 beantragt und von Interpol am 15. April 1998 offiziell bestätigt. Er wurde des Mordes an zwei Beamten des BND verdächtigt.
Am 7. August 1998 ereigneten sich zwei Anschläge auf die US-Botschaften in Daressalam und Nairobi. Etwa 224 Menschen kamen ums Leben, etwa 5.000 wurden verletzt. Westlichen Medienberichten zufolge wurden die Anschläge von regional ansässigen Mitgliedern al-Qaidas im Auftrag Bin Ladens durchgeführt. US-Präsident Clinton ließ am 20. August 1998 daraufhin mehrere Ausbildungslager nahe dem afghanischen Chost mit Marschflugkörpern unter Beschuss nehmen. In einem der Lager, wie die CIA im Jahr 2001 bekanntgab, hätten sich an jenem Tage hochrangige Mitglieder al-Qaidas zusammengefunden; und selbst Bin Laden sei zugegen gewesen. Doch eine gute Stunde vor dem Bombardement habe er das Gelände wieder verlassen. Ein weiteres Ziel des Raketenangriffs war die Asch-Schifa-Arzneimittelfabrik im Sudan, die irrtümlich für eine Chemiewaffenfabrik al-Qaidas gehalten wurde. Nach Clintons Worten war mit den Luftangriffen beabsichtigt worden, das Netz radikaler al-Qaida-Gruppierungen empfindlich zu schwächen; denn man erahnte bereits die Rolle Bin Ladens als seinerzeit einflussreicher Organisator und Geldgeber des internationalen Terrorismus.
Am 7. Juni 1999 veranlasste die US-Regierung, Bin Laden auf die FBI-Liste der meistgesuchten Flüchtigen zu setzen. Bis Oktober 1999 bildete die CIA zirka 60 pakistanische Geheimkommandos aus, um Bin Laden in Afghanistan aufzuspüren und zur Rechenschaft ziehen zu können. Kooperativ stellte Clinton dem damaligen Regenten Pakistans Nawaz Sharif in Aussicht, bestehende Handelssanktionen zu lockern und Wirtschaftshilfe zu leisten. General Pervez Musharraf stürzte jedoch Sharif am 12. Oktober 1999, und er unterband die Weiterführung des Geheimprojekts trotz erheblicher US-Einwände. Bis 2001 versuchte die US-Regierung, die Taliban zur Auslieferung Bin Ladens zu bewegen. Zwar zeigten sie sich gesprächsbereit, verlangten im Gegenzug aber die Anerkennung ihres Regimes und die Aufhebung der bestehenden Boykottmaßnahmen.
Am 12. Oktober 2000 verübten Mitglieder al-Qaidas einen Selbstmordanschlag auf das Kriegsschiff Cole. Am 19. Dezember 2000 stellte der UN-Sicherheitsrat dem Talibanregime das Ultimatum, den mutmaßlichen Terroristenführer Bin Laden innerhalb 30 Tagen auszuliefern. Die afghanische Talibanregierung beugte sich dem Ultimatum jedoch nicht und berief sich auf das Gastrecht.
Am 9. September 2001 ließ Bin Laden den wichtigsten Anführer der afghanischen Opposition gegen die Taliban, Ahmad Schah Massoud, mithilfe zweier Selbstmordattentäter ermorden. Die beiden Attentäter hatten Ende 2000 eine militärische Ausbildung in Trainingscamps in Afghanistan durchlaufen und wurden im Frühjahr oder Frühsommer des darauffolgenden Jahres für die Selbstmordmission ausgewählt. Der afghanische Publizist Ahmad Waheed Mozhdah, der für die Taliban im Außenministerium arbeitete, bestätigte, dass sich die beiden Attentäter mit al-Qaida-Offiziellen in Kandahar trafen und dort bei ihrer Abreise von Osama bin Laden und Aiman al-Zawahri verabschiedet wurden. Ein al-Qaida-Magazin in Saudi-Arabien veröffentlichte später eine Biografie des Leiters al-Qaidas in Saudi-Arabien, in der die Beteiligung al-Qaidas an Massouds Ermordung beschrieben wurde. Osama bin Laden beauftragte das Attentat, um die Taliban aufgrund der nahe bevorstehenden Terroranschlägen in den USA zu besänftigen, denn diese würden den Taliban schwerwiegende Probleme bereiten.

### Ideologie
Bin Laden nahm die islamische Lehre von Dār al-Harb und Dār al-Islām auf. Diese zwei Begriffe finden sich weder im Koran noch in der Hadithtradition. Systematisiert wurde sie bereits im 8. Jahrhundert unter dem Kalifen Hārūn ar-Raschīd. Der Muslimbruder Azzam war dabei Bin Ladens unmittelbarer Lehrer. Erneut in der islamischen Welt populär gemacht hat diese Lehre jedoch Sayyid Qutb. Endziel ist die Schaffung eines islamischen Staates. Das Mittel dazu ist der Dschihad, der als Kampf gegen die Ungläubigen und damit als vornehmste Aufgabe verstanden wird, für die zu sterben höchstes religiöses Ziel ist. Kriegerische Traditionen, die Verherrlichung des Todes im Kampf für den Islam sowie ein Gefühl der Verunsicherung und Kränkung bei vielen Muslimen, die sich von der westlichen Welt zurückgesetzt und ausgebeutet fühlen, haben seinen Aufstieg begünstigt.
Im Zusammenhang mit seiner Ideologie bediente sich Bin Laden klassischer Werkzeuge der politischen Agitation und spielte mit den Bedürfnissen und unerfüllten Wünschen seiner Adressaten. Insbesondere gelang es Bin Laden, religiöse mit gesellschaftlich-sozialen Motiven zu verbinden. So verwendete er immer wieder einen nicht religiösen Ehrbegriff, der sich auf Integrität des (arabischen) Mannes und seine Aufgabe bezieht, sein eigenes Ansehen und das der Familie zu schützen. Er verknüpft diese Aufgabe jedoch mit der Aufforderung zum Kampf für religiöse Ziele. So forderte Bin Laden beispielsweise die muslimischen Männer in einem Interview mit Al Jazeera im Dezember 2008 auf, sich vom Westen nicht „der Männlichkeit berauben“ zu lassen und „das größte Heiligtum auf der Welt“ gegen die westlichen Eindringlinge zu verteidigen, die heilige Kaaba. Außerdem forderte er die „muslimischen Brüder“ überall auf der Welt auf, zusammenzuhalten, und die islamische Ehre im Kampf gegen die Ungläubigen vom Vater zum Sohn weiterzuvererben, was eine weitere, typische Vermischung familiär-partikulatorischer Konzepte mit religiös motivierten Zielen darstellt.

## Folgen des 11. September 2001
Bin Laden gilt als Initiator und Planer der Terroranschläge am 11. September 2001 in den USA, die fast 3000 Menschen das Leben kosteten. Bis zum Beginn des Krieges der USA gegen das Talibanregime bestritt er seine Beteiligung daran. Danach räumte er immer deutlicher seine Führungsrolle dabei ein.

### Verfolgung
Am 17. September 2001 erklärte US-Präsident Bush, Bin Laden sei für die Anschläge des 11. Septembers 2001 hauptverantwortlich, und er müsse daher „tot oder lebendig“ dingfest gemacht werden. Am 18. September forderte der UN-Sicherheitsrat das Talibanregime auf, Bin Laden „sofort und bedingungslos“ der amerikanischen Justiz zuzuführen. Der Talibanführer Mullah Omar lehnte dies mit der Begründung ab, Bin Ladens Schuld sei bis dato unbewiesen, und ohnehin habe er in Afghanistan nicht genug Freiraum, um Anschläge zu planen.
Im September 2001 machte der ehemalige Mudschaheddin-Kommandeur Hai Zamon das Angebot, Osama bin Laden an die Bundesrepublik Deutschland auszuliefern. Der Kontakt soll von Reinhard Erös, den der Kommandeur im Sowjetisch-afghanischen Krieg kennengelernt hat, über einen Journalisten an das Kanzleramt übermittelt worden sein. Daraufhin sollen sich zuerst ein hochrangiger Mitarbeiter des BND und anschließend ein hoher Offizier mit ihm getroffen haben. Nach zwei Wochen erhielt Erös telefonisch die Nachricht: „Deine Regierung mag kein französisches Parfüm. Chanel Nº 5 [Codeword für Osama bin Laden] is too heavy for us, hat man mir soeben aus Berlin mitgeteilt. In fünf Tagen beginnt der Krieg. Er wird lange dauern. Schade, deine Regierung hätte ihn verhindern können.“
Die USA verwiesen Anfang Oktober 2001 auf Geheimdienstinformationen zu Bin Ladens Urheberschaft, gaben aber nur vereinzelte Details bekannt, darunter Geldtransfers zwischen Scheich Said, dem mutmaßlichen Finanzchef von al-Qaida, nebst Attentätern und mitgeschnittenen Telefonaten, in denen sich Anhänger Bin Ladens über die Anschläge austauschen sollen. Die US-Truppen begannen am 7. Oktober den Krieg in Afghanistan, um al-Qaida zu zerschlagen, Bin Laden zur Rechenschaft zu ziehen und das mit ihm verbündete Talibanregime zu stürzen. Angebote der Taliban vom 14. Oktober, Bin Laden nach Vorlage von Beweisen in ein politisch neutrales Land auszuliefern, lehnte Bush ab: „Wir wissen um seine Schuld.“
Bin Laden wurde weiterhin als seit 1999 weltweit gesuchter Terrorist geführt. Der Steckbrief des FBI verwies auf die Anklage gegen ihn wegen der Botschaftsanschläge von 1998 und nannte summarisch weitere Terroranschläge. In einer Erläuterung dazu kündigte das FBI an, man werde weitere Anklagen gegen Bin Laden auf dem Steckbrief ergänzen, sobald die Ermittlungen das erforderten, zum Beispiel zu den Anschlägen vom 11. September 2001. Ein FBI-Sprecher erklärte 2006, der für das Inland bestimmte Steckbrief diene als vorläufiger Haftbefehl. Dazu müsse er nur eine schon erhobene Anklage nennen. Bei einer Festnahme werde Bin Laden auch wegen des 11. Septembers angeklagt werden. Die Regierung Großbritanniens nennt Bin Laden als erwiesenen Hauptverantwortlichen der Anschläge des 11. Septembers 2001, ebenso die Anklageschrift eines US-Militärgerichts gegen Khalid Scheich Mohammed von 2008. Die USA drängten die Regierung Saudi-Arabiens, Bin Laden ebenfalls wegen Gewaltverbrechen anzuklagen.
Nach der Eroberung Kabuls im November 2001 floh Bin Laden vor den US-Truppen aus Kandahar in das Höhlensystem im Gebirgsmassiv Tora-Bora. In der Schlacht um Tora Bora im Dezember 2001 gelang ihm mit Hilfe afghanischer Vertrauter, die gleichzeitig für die Koalitionsgruppen arbeiteten, die Flucht. Dies bestätigten Zeugenaussagen 2005 entgegen US-Vertretern, die Bin Ladens Anwesenheit in Tora-Bora jahrelang bezweifelt hatten. Der CIA-Beamte Cofer Black bestätigte damals, er habe CIA-Fahndern im Herbst 2001 einen Mordauftrag für Bin Laden erteilt.
Von Tora Bora aus organisierte ein lokaler Kommandeur die Flucht bin Ladens, zweier seiner Söhne und Zawahiris über Dschalalabad in ein abgelegenes Dorf in der Provinz Kunar im Nordosten Afghanistans. Dort befanden sie sich unter dem Schutz Gulbuddin Hekmatyārs. Mitte 2002 reiste er weiter nach Peschawar, wo er sich mit seiner Frau Amal traf und von dort aus fuhren sie in den Distrikt Swat in Nordpakistan. Dort zogen sie gemeinsam in ein Haus ein. Im Frühjahr 2003 zog bin Laden in die Stadt Haripur im gleichnamigen Distrikt, etwa eine Stunde von Islamabad entfernt, wo er mit Amal, seiner dritten Ehefrau Umm Chaled, ihrem gemeinsamen Sohn Khaled und den beiden ältesten Töchtern für die nächsten zwei Jahre lebte.
Am 22. Februar 2004 meldete die britische Zeitung Sunday Express, Bin Laden und etwa fünfzig seiner Anhänger seien im bergigen Nordwesten Pakistans nahe der afghanischen Grenze ausgemacht und eingekreist worden. Militärsprecher der USA und Pakistans dementierten dies umgehend. Am 20. Juni 2005 gab der damalige CIA-Chef Porter Goss an, er kenne den Aufenthaltsort Bin Ladens. Um seiner habhaft zu werden, müsse man „Heiligtümer souveräner Nationen“ in Betracht ziehen. Dass er Pakistan meinte, wurde vermutet, da sich ein anderer US-Botschafter zuvor entsprechend geäußert hatte. US-Präsident George W. Bush ließ die 1995 zur Suche und Ergreifung Bin Ladens eingerichtete CIA-Spezialeinheit Alec Station Ende 2005 auflösen.
Während der Suche behaupteten verschiedene Quellen, Bin Laden sei sterbenskrank oder bereits verstorben. So berichtete die französische Zeitung Le Figaro Ende Oktober 2001, er habe sich im Juli 2001 einer Nierenbehandlung in Dubai unterzogen und dabei einen CIA-Beamten getroffen. Dies dementierten der Klinikdirektor in Dubai und Bin Laden selbst. Dennoch behauptete Pakistans Staatspräsident Musharraf im Januar 2002, Bin Laden habe sich Geräte zur Dialyse-Behandlung aus Pakistan zuschicken lassen. Aufgrund der vielen vermuteten Ortswechsel des Flüchtigen könne er diese Dialysegeräte kaum praktisch anwenden. Somit liege die Annahme nahe, er sei wegen unterlassener lebensnotwendiger Behandlung verstorben. Manche CIA-Vertreter bestätigten, andere bestritten die Nierenkrankheit noch 2008. Nach einem Bericht des französischen Geheimdienstes DGSE, über den die Zeitung L’Est Republicain am 23. September 2006 berichtete, sollten saudi-arabische Ermittler überzeugt sein, dass Bin Laden an einer starken Typhusinfektion verstorben sei. Dies dementierten CIA-Direktor Michael V. Hayden und weitere Vertreter der USA, Pakistans und Frankreichs. Nach Aussage seiner jüngsten Witwe war Bin Laden bis zu seiner Tötung kerngesund.
Am 13. Juli 2007 beschloss der US-Senat, die bisher vom FBI ausgesetzte Belohnung für Hinweise, die zur Festnahme oder Tötung Bin Ladens führen würden, von 25 Millionen US-Dollar auf bis zu 50 Millionen Dollar zu verdoppeln. Er reagierte damit auf CIA-Berichte, wonach sich al-Qaida reorganisiert und neue Anschläge auf die USA zu planen begonnen habe.
Die US-Reporterin Christiane Amanpour erhielt 2008 von US-Beamten Hinweise, dass sich Bin Laden nicht in einer Höhle, sondern einer Villa in Pakistan verstecke. Bin Ladens Versteck wurde zwischen 2002 und 2010 unter anderem im afghanisch-pakistanischen Grenzgebiet Wasiristan, im pakistanischen Ort Parachinar, im afghanischen Ort Ghazni und im nordpakistanischen Distrikt Chitral vermutet.
US-Präsident Obama verlangte 2009 von der CIA einen detaillierten Operationsplan, um Bin Laden zu finden und zu fassen.
Nach von Wikileaks 2010 veröffentlichten Aussagen früherer Guantanamo-Häftlinge soll Bin Laden von Tora-Bora zunächst nach Jalalabad, von dort in die afghanische Provinz Kunar geflohen und Anfang 2003 mit seiner Familie in die pakistanische Ortschaft Khwar gezogen sein. Berichte vom Oktober 2010, wonach er sich im nordwestlichen Pakistan in einem komfortablen Wohnhaus aufhalte, dementierte Pakistans Innenminister Rehman Malik umgehend.

### Finanzierung
Osama und Yeslam bin Laden hatten von 1990 bis 1997 ein gemeinsames Konto bei der Schweizer Bank UBS. Die Familie Bin Laden, die von der New Yorker Private Banking-Gruppe der Deutschen Bank betreut wurde, hatte über verschiedene Offshore-Firmen ein Vermögen von mindestens 142 Millionen Dollar in verschiedenen Fonds der Bank angelegt. Darüber hinaus verwaltete das Institut weitere 172 Millionen Dollar für die Familie. 241 Millionen Euro sollen 2000 über die Deutsche Bank nach Pakistan an den al-Qaida-Führer geflossen sein.

### Video- und Audiobotschaften
Am 16. September 2001 sendete Al Jazeera eine Erklärung Bin Ladens: „Ich möchte der Welt versichern, dass ich die jüngsten Angriffe nicht geplant habe, die Leute aus persönlichen Gründen geplant zu haben scheinen. Ich habe in dem islamischen Emirat Afghanistan gelebt und bin seinen Regeln gefolgt. Der jetzige Führer erlaubt mir nicht, solche Operationen auszuüben.“ Einem britischen Bericht zufolge sprach er gegenüber einer pro-talibanischen afghanischen Presseagentur von einem Fahneneid, der ihm „solche Dinge von Afghanistan aus“ zu tun verbiete.
Am 7. Oktober 2001 sendete Al Jazeera ein Video, in dem er erklärte: „Gott hat eine Gruppe führender Muslime, die Vorhut des Islam, gesegnet, Amerika zu zerstören. Möge Gott sie segnen und ihnen einen hervorragenden Platz im Himmel zuteilen …“
Nach nicht verifizierten Angaben der pakistanischen Zeitung Ummat vom 16. Oktober 2001 soll Bin Laden auf schriftliche Anfrage bekräftigt haben, er sei nicht an den Anschlägen des 11. September beteiligt gewesen und habe keine Kenntnis davon gehabt. Demnach begrüße er angeblich das Töten unschuldiger Frauen, Kinder und anderer Menschen nicht, da der Islam es sogar während einer Schlacht streng verbiete. Die Zeitung Ummat erhielt diese vermeintlichen Zitate in schriftlicher Form von Vertretern der Taliban. Diese angeblichen Aussagen Bin Ladens stehen im Widerspruch zu früher von ihm vertretenen Ansichten. So erklärte er beispielsweise im Jahr 1998 dem ABC-Reporter John Miller, dass man zwischen Militär und Zivilisten nicht unterscheiden würde.
In einem längeren, am 21. Oktober 2001 gesendeten Al-Jazeera-Interview räumte Bin Laden laut einer englischen Übersetzung von 2002 ein: Er habe die „mutigen Kerle“, die Amerikas berühmteste ökonomische und militärische Wahrzeichen zerstört hätten, dazu angestiftet. Wenn Anstiften zum Töten derer, die „unsere Söhne töten“, Terrorismus sei, dann lasse man die Geschichte bezeugen, „dass wir alle Terroristen sind.“ Auf die Frage, ob islamische Lehren das Töten von Christen, Juden und unschuldigen Zivilisten nicht verböten, fragte er zurück, ob muslimische Zivilisten nicht ebenfalls unschuldig seien und warum ihre millionenfache Tötung nicht ebenso verurteilt, verfolgt und bedauert werde. „Wir töten die Könige der Ungläubigen, die Könige der Kreuzzügler, und zivile Ungläubige als Ausgleich für die, die unsere Kinder töten. Das ist im Gesetz und Verstand erlaubt.“ Mohammed habe sein Verbot, Frauen und Kleinkinder zu töten, eingeschränkt: Falls Ungläubige dies absichtlich täten, müssten sie durch gleichartige Vergeltung gestoppt werden. Die Täter vom 11. September hätten nicht beabsichtigt, Kinder zu töten, sondern die stärkste militärische und ökonomische Macht der Welt zu zerstören. Das WTC sei keine „Kinderschule“ gewesen.
Ein im November 2001 von der US-Regierung veröffentlichtes internes al-Qaida-Video enthielt Aussagen Bin Ladens zur Anschlagsplanung und den erwarteten Folgen, die weit übertroffen worden seien. Einige Stellen sollen nach Aussagen einiger Sprachexperten unverständlich oder fehlerhaft übersetzt worden sein. Andere unabhängige Übersetzer gaben jedoch an, Bin Laden habe neun der Attentäter namentlich genannt und seine Anhänger kurz vor den Anschlägen zum Gebet aufgefordert, sobald sie die Nachrichten davon hören würden.
In einem am 27. Dezember 2001 von Al Jazeera gesendeten Video erklärte Bin Laden die Anschläge als legitime Reaktion auf angeblich von den USA geführte oder unterstützte Angriffe auf Palästinenser, den Irak, Somalia, Südsudan und Kashmir. Ziel sei, die US-Wirtschaft so weit zu schwächen, dass die USA sich aus den genannten islamischen Gebieten zurückziehen würden. Er sei nur Werkzeug Gottes; egal ob er lebe oder sterbe, werde der Krieg weitergehen.
Ein am 9. September 2002 von Al Jazeera gesendetes Video zeigte einige der Attentäter des 11. September in afghanischen Ausbildungslagern der al-Qaida. Bin Ladens Stimme lobte sie als die, die den „Kurs der Geschichte verändert“ hätten.
Am 12. November 2002 sendete Al Jazeera ein Tonband, auf dem Bin Ladens Stimme islamistische Anschläge des Jahres 2002 in Djerba (11. April), Karatschi (8. Mai, 14. Juni, 25. September), Jemen (6. Oktober), Failaka, Bali (12. Oktober), Moskau (23. Oktober) und weitere rechtfertigte: Sie seien nur reziproke Vergeltung von Muslimen zur Verteidigung des Islam und Reaktionen auf Taten der US-Regierung im Irak und Israels in Palästina gewesen, um arabische Führer zur Distanzierung von dieser „kriminellen Bande“ zu zwingen. Der Antiterrorkrieg sei ein Vorwand für einen Krieg gegen Muslime, geführt von den „Schlächtern unseres Zeitalters“ wie US-Verteidigungsminister Donald Rumsfeld, der schon im Vietnamkrieg mehr als zwei Millionen Menschen getötet habe. Er drohte: „Ihr werdet getötet werden, so wie ihr tötet, und ihr werdet bombardiert werden, so wie ihr bombardiert.“
Am 29. Oktober 2004, vier Tage vor den damaligen US-Präsidentschaftswahlen, wandte sich Bin Laden in einer von Al Jazeera gesendeten Videobotschaft ohne seine sonstige Militärkleidung direkt an die US-Wähler und gegen US-Präsident Bush. Er bekannte sich als Initiator der Anschläge vom 11. September und kündigte weitere an:

„Während ich auf diese zerstörten Türme im Libanon blickte, kam mir der Gedanke, dass der Tyrann ebenso bestraft werden muss und wir Türme in Amerika zerstören sollten, damit er erfährt, was wir erfahren haben, und er davon abgeschreckt wird, unsere Frauen und Kinder zu töten.“

Am 16. Dezember 2004 ging er in einem im Internet veröffentlichten Tonband auf den Überfall einer al-Qaida-Gruppe auf das US-Konsulat in Dschidda am 6. Dezember 2004 ein. Er drohte dem saudischen Königshaus mit einem bewaffneten Volksaufstand der eigenen Untertanen, falls die Bevölkerung über eine muslimische Führung nicht frei entscheiden dürfe.
In einem am 19. Januar 2006 gesendeten, von der CIA als echt eingestuften Tonband drohte er mit neuen Anschlägen in den USA und bot diesen zugleich einen Waffenstillstand an.
Am 23. Mai 2006 erklärte Bin Laden auf einem als echt eingestuften Tonband: Zacarias Moussaoui habe keinerlei Verbindung zum 11. September, da er selbst den 19 Attentätern die Angriffe anvertraut, Moussaoui aber diese Mission nicht zugewiesen habe.
Am 7. September 2007 zeigte ein neues Videoband Bin Laden als unbewegtes Standbild mit schwarz gefärbtem Bart. Darin warf er George W. Bush vor, in Afghanistan die Fehler von Leonid Breschnew zu wiederholen. Den US-Demokraten warf er vor, sie hätten darin versagt, den Irakkrieg zu stoppen. Um dies zu schaffen, sollten die Amerikaner zum Islam konvertieren. Ferner lobte er einige Attentäter, vor allem Abu Mussab Walid al-Schehri. Das Tonband gilt als echt, da Bin Laden eine Woche zuvor in derselben Kleidung auf einem weiteren als echt eingestuften Video zu sehen war.
Im November 2007 erklärte Bin Laden in einem über Al Jazeera ausgestrahlten Videoband, er allein sei für die tödlichen Angriffe auf New York und Washington verantwortlich. Deshalb sei die US-Invasion in Afghanistan ungerecht.
Im März 2008 erschien ein Tonband mit Bin Ladens Stimme, auf denen er die Europäische Union wegen der Mohammedkarikaturen angriff: Diese Beleidigung übertreffe westliche Bombardierungen von Muslimen, die Abrechnung dafür werde daher schwerer, das Urteil entschlossener ausfallen.
In einem im März 2009 veröffentlichten Tonband bezeichnete Bin Laden die israelischen Bombenangriffe im Gazastreifen als Holocaust und rief die Muslime zum Sturz der mit den USA und den „Zionisten“ verbündeten arabischen Regimes auf.
In einem 25. Januar 2010 gesendeten Video warnte Bin Laden Obama vor neuen Anschlägen und lobte den Attentatsversuch von Umar Farouk Abdulmutallab vom 24. Dezember 2009, durch den er, Bin Laden, seine Botschaft vom 11. September 2001 bestätigt habe: Amerika werde nie vom Frieden träumen können, solange „wir in Palästina“ diesen nicht erlebten.
Bis Ende Oktober 2004 erschienen 20, bis 1. Mai 2011 mindestens 31 Video- und Audiobotschaften Bin Ladens.
Am 19. Mai 2011 gab al-Qaida ein Tonband heraus, das Bin Laden eine Woche vor seinem Tod aufgezeichnet haben soll. Darin lobte er die Revolutionen in arabischen Staaten von 2011 und forderte Muslime auf, ihre Tyrannen zu stürzen.

### Ansehen unter Muslimen
Nach Meinungsumfragen des Pew Research Centers genoss Bin Laden in vielen islamischen Ländern durchaus Ansehen. Auf die Frage, ob sie Vertrauen in ihn setzten, bezeugten im Jahre 2005 in Jordanien 60 % der befragten Muslime viel oder einiges Vertrauen, in Pakistan 51 %. In Indonesien fiel der Wert von 58 % im Jahre 2003 auf 35 % im Jahre 2005, in Marokko im gleichen Zeitraum von 49 auf 26 %. Eine repräsentative Umfrage im Juli 2009 ergab, dass US-Präsident Barack Obama in der arabischen Welt inzwischen beliebter geworden war als Bin Laden.
In der letzten PRC-Umfrage zu Bin Laden von 2010 erhielt er in Nigeria noch 48 %, in Indonesien 25 %, in Ägypten 19 %, in Pakistan 18 %, in Jordanien 14 %, in der Türkei dagegen nur 3 % und im Libanon kein Vertrauen unter den befragten Muslimen.

## Tod

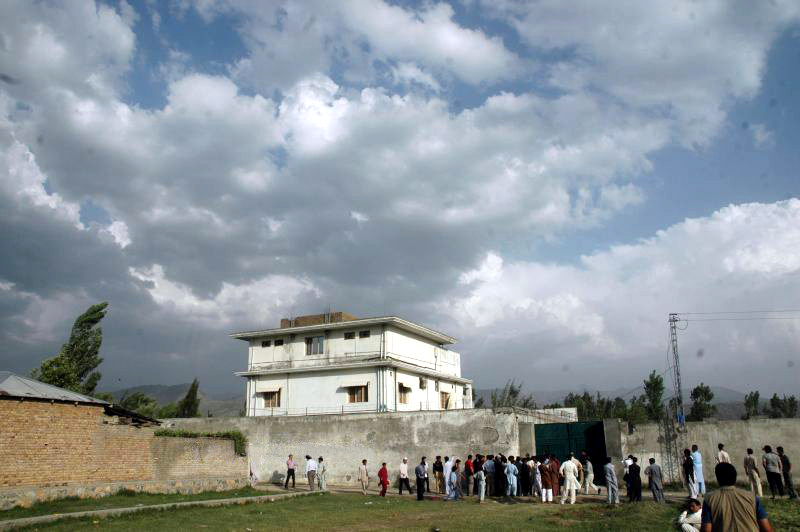
Das Haus in der nordpakistanischen Provinz Khyber Pakhtunkhwa im Vorort Bilal Town der Militärgarnisonsstadt Abbottabad, in dem sich Bin Laden versteckte

Nach Angaben der US-Regierung wurde Bin Laden am frühen Morgen des 2. Mai 2011 pakistanischer Zeit von Spezialeinheiten der Navy Seals im zweiten Stock seines Anwesens in Abbottabad erschossen. Bei der von US-Präsident Obama befohlenen, etwa 40-minütigen Militäraktion wurden nach US-Angaben vier weitere Personen getötet, darunter ein Sohn Bin Ladens. Mehrere Anwesende wurden verletzt und insgesamt 17 Personen gefesselt zurückgelassen. Bin Ladens Identität wurde nach Angaben der US-Regierung mit einer DNA-Analyse festgestellt und sein Leichnam noch am 2. Mai 2011 an geheimer Stelle von Bord des US-Flugzeugträgers Carl Vinson im Arabischen Meer bestattet.
Erste Angaben, wonach Bin Laden am Feuergefecht beteiligt gewesen sei, korrigierte die US-Regierung wenige Tage später: Er sei unbewaffnet gewesen. Jedoch hätten sich ein Sturmgewehr und eine Pistole in seiner Reichweite befunden, und er habe keine Anzeichen gezeigt, sich zu ergeben. Daraufhin sei er erschossen worden. Das Vorgehen der USA wurde international häufig als mit dem Völkerrecht und Rechtsstaatlichkeit unvereinbare Exekution kritisiert. Am 4. Mai 2011 erklärte die US-Regierung dazu, die Erstürmung und Tötung sei in voller Übereinstimmung mit dem Kriegsvölkerrecht vollzogen worden. Die Beteiligten hätten Bin Laden wegen der Lebensgefahr für sich nicht lebend festnehmen können.

## Filme
- Where in the World Is Osama Bin Laden? (2008) Morgan Spurlock
- Mythos und Wahrheit. Die Jagd nach Osama bin Laden (2010)[206]
- Auf der Jagd nach Osama bin Laden (2010), Dokumentation von N24
- Die Jagd nach bin Laden – Im Fadenkreuz der Geheimdienste (2012), Dokumentation von BBC[207]
- Zero Dark Thirty (2012), Spielfilm von Kathryn Bigelow
- Code Name: Geronimo (2012), Fernsehfilm von John Stockwell
- Alexander Berkel: Osama bin Laden - die privaten Papiere des Terrorfürsten (2016), Dokumentation des ZDF[208]